# 18 kwietnia
18 kwietnia jest 108. (w latach przestępnych 109.) dniem w kalendarzu gregoriańskim. Do końca roku pozostaje 257 dni.

## Święta
- Imieniny obchodzą: Alicja, Apoloniusz, Barbara, Bogusław, Bogusława, Eleuteria, Eleuteriusz, Eleutery, Flawiusz, Gosław, Gosława, Gościsław, Maria, Ryszard i Sabina.
- Międzynarodowe:
  - Międzynarodowy Dzień Ochrony Zabytków
  - Światowy Dzień Krótkofalowca[1] (święto obchodzone w rocznicę powołania Międzynarodowej Unii Radioamatorskiej (IARU) w 1925 r.)
- Iran – Dzień Armii
- Polska – Dzień Pacjenta w Śpiączce (od 2012)[2]
- Zimbabwe – Święto Niepodległości
- Wspomnienia i święta w Kościele katolickim[3][4] obchodzą:
  - bł. Andrzej Hibernon z Alcantarilla (franciszkanin alkantaryn)
  - bł. Barbara Avrillot (Maria od Wcielenia)
  - bł. Łukasz Passi (założyciel dorotanek w Wenecji)
  - bł. Maria Anna (Estera) Blondin
  - św. Oliwia z Brescii (męczennica) (również 5 marca)
  - św. Ryszard Pampuri (bonifrater) (Kościół katolicki w Polsce; na świecie 1 maja)
  - bł. Sabina Petrilli (zakonnica)

## Wydarzenia w Polsce
- 1025 – W katedrze gnieźnieńskiej odbyła się koronacja Bolesława I Chrobrego na pierwszego króla Polski.
- 1518 – Na Wawelu odbył się ślub króla Zygmunta I Starego z drugą żoną Boną Sforzą i jej koronacja na królową Polski.
- 1694 – Hetman wielki litewski Kazimierz Jan Sapieha został obłożony klątwą przez biskupa wileńskiego Konstantego Kazimierza Brzostowskiego, niezadowolonego z zimowania jego wojsk we włościach kościelnych.
- 1791 – Sejm Czteroletni uchwalił Prawo o miastach.
- 1792 – Na polecenie Sejmu dokonano ostatniej lustracji Skarbca Koronnego na Wawelu.
- 1831 – Powstanie listopadowe: porażka powstańców w bitwie pod Kazimierzem Dolnym.
- 1863 – Powstanie styczniowe: kolumna wojsk rosyjskich rozgromiła obóz powstańców pod Brodami (powiat starachowicki).
- 1869 – Na łamach „Przeglądu Tygodniowego” ukazała się debiutancka publikacja Henryka Sienkiewicza – recenzja teatralna z występu Wincentego Rapackiego.
- 1880 – Po dwuletnich zmaganiach z władzami niemieckimi o zgodę na ustawienie w Poznaniu poświęcono Złoty Krzyż (krzyż chwaliszewski).
- 1903 – Założono pierwszy gdański klub piłkarski FC Danzig.
- 1919:
  - Wojna polsko-bolszewicka: polskie wojsko zdobyło Nowogródek.
  - Założono Muzeum Narodowe w Poznaniu.
- 1920 – W pierwszym w historii meczu w ramach oficjalnych rozgrywek piłkarskich w niepodległej Polsce, Wawel Kraków uległ w mistrzostwach klasy B okręgu krakowskiego Cracovii II 1:3 (mimo że formalnie gospodarzem był Wawel, grano prawdopodobnie na stadionie Cracovii)[5].
- 1922 – Litwa Środkowa została przyłączona do Polski.
- 1926 – Rozpoczęła regularną emisję pierwsza polska stacja radiowa – obecny Program I Polskiego Radia.
- 1929 – Dokonano oblotu prototypu samolotu Lublin R.IX.
- 1930 – Po odmowie wypłaty zasiłków dla bezrobotnych w Zawierciu doszło do starć z policją, w wyniku których zginęły 3 osoby (tzw. „krwawy piątek”).
- 1934 – Założono Instytut Fryderyka Chopina (obecnie Towarzystwo im. Fryderyka Chopina).
- 1937 – Podczas strajku chłopskiego w Racławicach doszło do starć z policją, w wyniku których zginęło trzech chłopów.
- 1942:
  - Na Firleju i w Cerekwi Niemcy rozstrzelali 150 Żydów z radomskiego getta.
  - W nocy z 17 na 18 kwietnia w pierwszej zorganizowanej akcji terroru w warszawskim getcie funkcjonariusze Gestapo wyciągnęli z mieszkań 52 osoby, które następnie zastrzelili na ulicach. Przewodniczącego Judenratu poinformowano, że przyczyną akcji represyjnej było odnalezienie w getcie nielegalnej prasy. W rzeczywistości wśród ofiar znalazły się nie tylko osoby powiązane z żydowskim ruchem oporu, lecz również szmuglerzy, osoby przypadkowe, a nawet współpracownicy kolaboracyjnej „Trzynastki”.
- 1945 – Oddział Józefa Zadzierskiego ps. „Wołyniak” dokonał masakry 160 ukraińskich mieszkańców Piskorowic i okolicznych wsi.
- 1952 – Otwarto Mauzoleum Walki i Męczeństwa w Warszawie.
- 1964 – Na warszawskim lotnisku Okęcie, po powrocie z podróży służbowej do Bukaresztu, został zatrzymany dyrektor Miejskiego Przedsiębiorstwa Handlu Mięsem Warszawa-Praga Stanisław Wawrzecki, główny oskarżony w tzw. aferze mięsnej.
- 1965 – Polska zremisowała bezbramkowo z Włochami w rozegranym na Stadionie Dziesięciolecia w Warszawie meczu eliminacyjnym do Mistrzostw Świata. Był to pierwszy w historii mecz między obiema reprezentacjami.
- 1966 – Premiera filmu psychologicznego Wystrzał w reżyserii Jerzego Antczaka.
- 1979 – W nocy z 17 na 18 kwietnia dokonano próby wysadzenia pomnika Włodzimierza Lenina w Nowej Hucie[6].
- 1990 – Premiera polsko-radzieckiej komedii kryminalnej Deja vu w reżyserii Juliusza Machulskiego.
- 1993 – Premiera 1. odcinka serialu telewizyjnego Żegnaj Rockefeller w reżyserii Waldemara Szarka.
- 1995 – W Gdańsku wysadzono w powietrze blok mieszkalny, uszkodzony w wyniku wybuchu gazu dzień wcześniej.
- 1998 – Odbyła się 4. ceremonia wręczenia „Fryderyków”.
- 2003 – W Wyższej Szkole Oficerskiej Sił Powietrznych (Szkole Orląt) w Dęblinie został podpisany kontrakt na zakup 48 amerykańskich samolotów wielozadaniowych F-16.
- 2010 – W Krakowie odbyły się uroczystości pogrzebowe pary prezydenckiej Lecha i Marii Kaczyńskich, tragicznie zmarłych w katastrofie lotniczej w Smoleńsku.
- 2015 – Dwóch górników zginęło w wyniku tąpnięcia w KWK „Wujek” „Ruch Śląsk“. Rekordowo długa akcja ratunkowa trwała blisko 2 miesiące.
- 2016 – Założono Regionalny Instytut Kultury w Katowicach.

## Wydarzenia na świecie

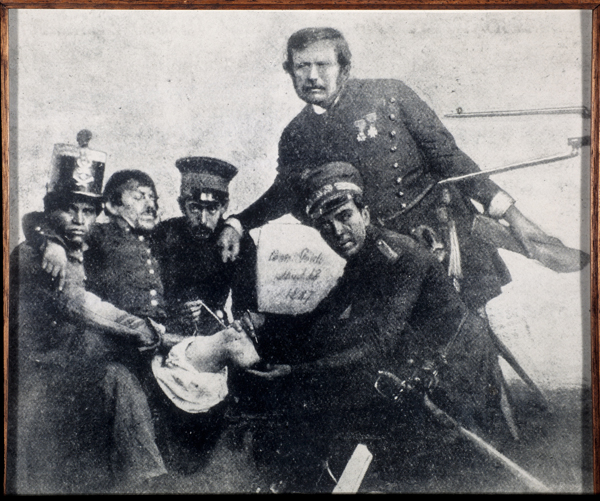
Antonio Bustos (drugi od lewej) i Pedro van der Linden (drugi od prawej) w czasie zabiegu amputacji.

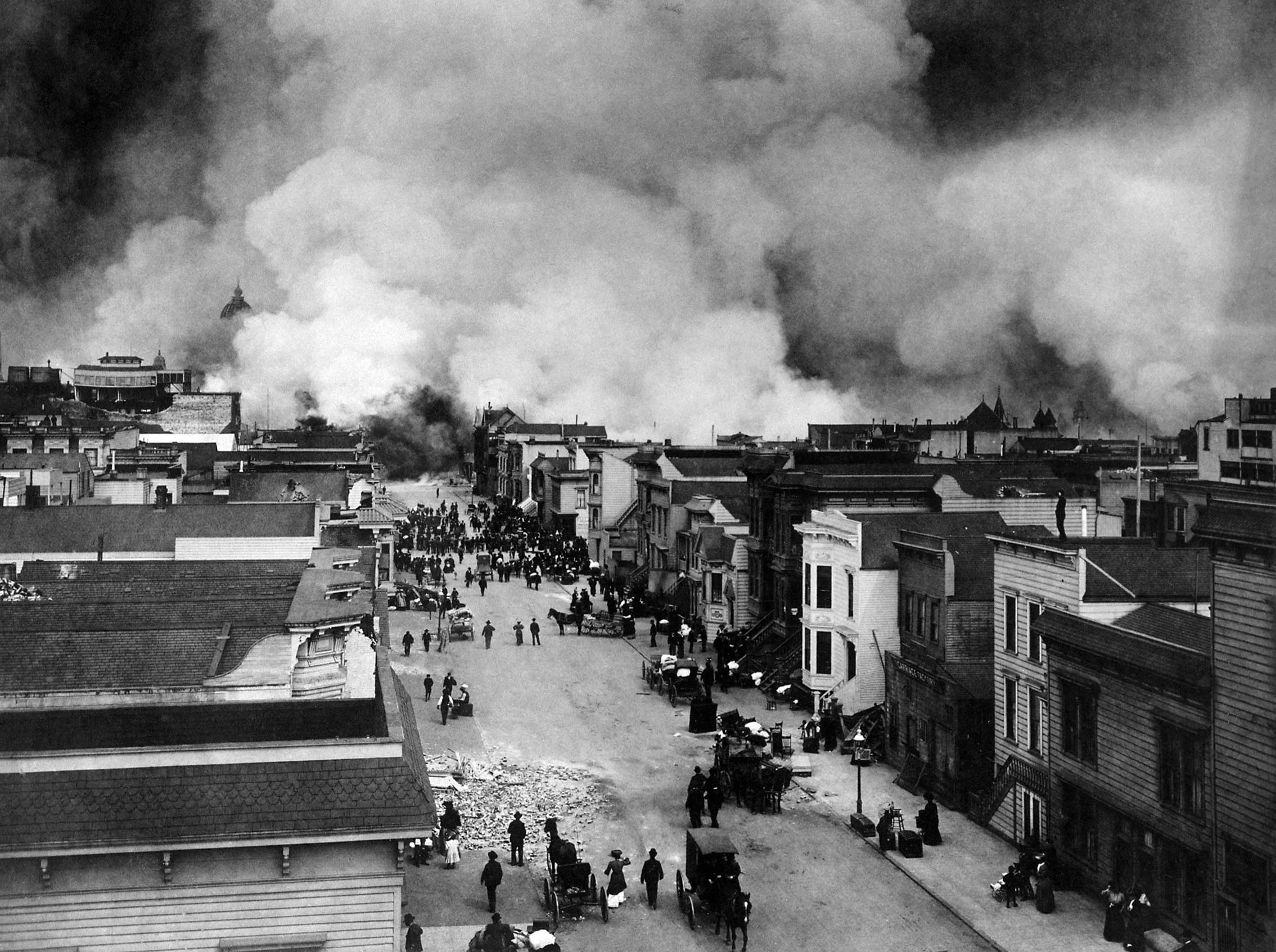
Chmury pyłów nad San Francisco po trzęsieniu ziemi (1906)

- 309 – Euzebiusz został papieżem.
- 796 – Został zamordowany król Nortumbrii Etelred I.
- 1428 – W Ferrarze zawarto pokój pomiędzy Wenecją a Mediolanem.
- 1474 – Papież Sykstus IV erygował diecezję Casale Monferrato we Włoszech.
- 1506 – Papież Juliusz II położył kamień węgielny pod budowę nowej bazyliki św. Piotra.
- 1521 – Wezwany na obrady Sejmu Rzeszy w Wormacji Marcin Luter odmówił odwołania swych nauk.
- 1599 – W Walencji odbyły się zaślubiny króla Hiszpanii Filipa III Habsburga z arcyksiężną Małgorzatą.
- 1689 – W Bostonie wybuchła rewolta przeciwko rządom gubernatora Edmunda Androsa.
- 1702 – Wojna o sukcesję hiszpańską: wojska alianckie rozpoczęły oblężenie bronionej przez Francuzów twierdzy Kaiserswerth.
- 1738 – W Madrycie została założona Królewska Akademia Historyczna.
- 1775 – Brytyjski generał Thomas Gage wysłał 700 żołnierzy, aby skonfiskowali amunicję przechowywaną przez milicję kolonialną w Concord w Massachusetts, o czym kilku jeźdźców – w tym popularny bostoński złotnik Paul Revere – ostrzegło okoliczne miasteczka i wsie. Kiedy rankiem 19 kwietnia Brytyjczycy wkroczyli do Lexington, naprzeciw nim stanęło 77 minutemanów, co rozpoczęło bitwę pod Lexington i Concord – pierwsze starcie rewolucji amerykańskiej.
- 1808 – Wojna fińska: zwycięstwo wojsk szwedzkich nad rosyjskimi w bitwie pod Siikajoki.
- 1809 – Holenderski Tilburg uzyskał prawa miejskie.
- 1826 – Została ponownie odkryta, znana już w czasach Cesarstwa Rzymskiego, Lazurowa Grota na włoskiej wyspie Capri.
- 1828 – José María Pérez de Urdininea został prezydentem Boliwii.
- 1835 – William Lamb został drugi raz premierem Wielkiej Brytanii.
- 1840 – Joseph Lebeau został po raz drugi premierem Belgii.
- 1847 – Wojna amerykańsko-meksykańska: wykonano dagerotyp przedstawiający przeprowadzony przez belgijskiego chirurga Pedro van der Lindena zabieg amputacji nogi rannego w bitwie pod Cerro Gordo sierżanta meksykańskiej armii Antonio Bustosa, uznawany za pierwszą w historii fotografię ofiary działań wojennych.
- 1857 – Ukazała się Księga Duchów Allana Kardeca.
- 1864 – Wojna duńska: zwycięstwo wojsk prusko-austriackich nad duńskimi w bitwie pod Dybbøl.
- 1869 – Cesarz Austrii podpisał ustawę powołującą do życia Trybunał Państwa.
- 1881 – Otwarto Muzeum Historii Naturalnej w Londynie.
- 1889 – Diamond Bar w Kalifornii uzyskało prawa miejskie.
- 1891 – W stoczni w Nowym Jorku zwodowano bocznokołowiec pasażerski PS „General Slocum“, który spłonął 15 czerwca 1904 roku na estuarium East River, w wyniku czego zginęło 1021 spośród 1342 osób na pokładzie.
- 1902:
  - Po raz pierwszy został aresztowany przez carską policję Józef Stalin.
  - W trzęsieniu ziemi w Gwatemali zginęło 800–900 osób.
- 1903 – Założono niemiecki klub piłkarski 1. FC Saarbrücken.
- 1904 – Ukazało się pierwsze wydanie francuskiego komunistycznego dziennika „L’Humanité”.
- 1905 – Real Madryt zdobył po raz pierwszy w swej historii piłkarski puchar Hiszpanii (Puchar Króla), pokonując w finale Athletic Bilbao 1:0.
- 1906 – W trzęsieniu ziemi w San Francisco zginęło około 3 tys. osób.
- 1907 – Miguel R. Dávila został prezydentem Hondurasu.
- 1908 – Zdławiono ostatnie antyholenderskie powstanie na wyspie Bali.
- 1909 – Joanna d’Arc została beatyfikowana przez papieża Piusa X.
- 1912 – Do nowojorskiego portu wpłynął statek „RMS Carpathia” z 705 uratowanymi rozbitkami z RMS „Titanica”.
- 1914 – Premiera włoskiego filmu niemego Cabiria w reżyserii Giovanniego Pastrone.
- 1918:
  - I wojna światowa: w Cieśninie Otranto francuski niszczyciel „Mangini” przypadkowo staranował i zatopił inny francuski okręt tej samej klasy „Faulx”.
  - Założono Komunistyczną Partię Ukrainy.
- 1920 – Na Łotwie i w Czechosłowacji odbyły się wybory parlamentarne.
- 1921 – Zainaugurował działalność Białoruski Uniwersytet Państwowy w Mińsku.
- 1925 – W Boliwii ustanowiono Order Kondora Andów.
- 1928 – José Vicente de Freitas został premierem Portugalii.
- 1930 – W wyniku pożaru drewnianej cerkwi w Costeşti w południowej Rumunii zginęło 116 osób (głównie dzieci), a 12 odniosło obrażenia.
- 1939 – W piekarni zacumowanego w Le Havre transatlantyku SS „Paris” wybuchł pożar, który doprowadził do jego wywrócenia i zatonięcia z powodu dużej ilości wody użytej do gaszenia.
- 1940 – Bitwa o Atlantyk: w cieśninie Skagerrak zaginął brytyjski okręt podwodny HMS „Sterlet” wraz z 41-osobową załogą.
- 1941:
  - Kampania bałkańska: w obliczu klęski armii greckiej w walce z Niemcami premier Aleksandros Korizis popełnił samobójstwo.
  - Wybuchła wojna brytyjsko-iracka.
- 1942:
  - Front zachodni: bombowiec Vickers Wellington z 300. Dywizjonu Bombowego „Ziemi Mazowieckiej” został zestrzelony nad morzem w trakcie lotu nad Hamburg, w wyniku czego zginęła cała załoga w składzie: por. Jan Orsza-Matysek, por. pil. Józef Kuśmierz, por. pil. Jan Urbaniak, kpr. rtg. Jan Orlewski, plut. strz. Aleksander Hupało i sierż. strz. Franciszek Bay.
  - Pierre Laval został premierem kolaboracyjnego francuskiego rządu Vichy.
  - Wojna na Pacyfiku: 16 amerykańskich bombowców B-25, dowodzonych przez podpułkownika Jimmy’ego Doolittle’a, dokonało bombardowania zakładów zbrojeniowych w Tokio, Nagoi, Kobe i Osace. Był to pierwszy nalot bombowy na terytorium Japonii podczas II wojny światowej.
- 1943:
  - Brytyjska ciężarówka wojskowa poważnie uszkodziła Łuk Wignacourta z XVII wieku, stojący na granicy pomiędzy Fleur-de-Lys (przedmieście Birkirkary) i Santa Venera na Malcie, co wymusiło jego rozbiórkę.
  - Ukazało się pierwsze wydanie polskie czasopisma literackiego „Parada”, publikowanego do roku 1945 w Kairze i Rzymie.
  - Wojna na Pacyfiku: amerykańskie myśliwce zestrzeliły samolot z japońskim admirałem Isoroku Yamamoto na pokładzie.
- 1945 – Front zachodni: lotnictwo sprzymierzonych zbombardowało niemiecką wyspę Helgoland na Morzu Północnym.
- 1946:
  - Konstandinos Tsaldaris został premierem Grecji.
  - Rozwiązano Ligę Narodów.
- 1947:
  - Okupacyjne wojska brytyjskie podjęły próbę wysadzenia w powietrze bunkra oraz resztek instalacji wojskowych na niemieckiej wyspie Helgoland. Zdetonowano ładunki o łącznej masie 6700 ton. Był to najsilniejszy w historii wywołany przez człowieka wybuch, niebędący efektem użycia broni jądrowej.
  - W Bratysławie został stracony za zbrodnie wojenne prezydent Słowacji w latach 1939–1945 ks. Jozef Tiso.
  - W Paryżu rozpoczął się kongres podczas którego założono Międzynarodową Federację Piłki Siatkowej (FIVB).
- 1948 – We Włoszech odbyły się pierwsze po wojnie wybory parlamentarne.
- 1949 – Proklamowano Republikę Irlandii.
- 1951 – Na mocy podpisanego traktatu paryskiego utworzono Europejską Wspólnotę Węgla i Stali.
- 1954 – Gamal Abdel Naser objął rządy w Egipcie.
- 1955:
  - András Hegedüs został premierem Węgier.
  - Zgodnie z wolą Alberta Einsteina jego mózg został wyjęty po 7 godzinach od zgonu i zakonserwowany w formalinie w celu przeprowadzenia badań naukowych.
- 1956 – Przywódca ZSRR Nikita Chruszczow przybył z oficjalną wizytą do Wielkiej Brytanii.
- 1959 – Założono ukraiński klub piłkarski Krywbas Krzywy Róg.
- 1961 – Podpisano Konwencję wiedeńską o stosunkach dyplomatycznych.
- 1963 – Dokonano oblotu amerykańskiego eksperymentalnego samolotu ze skrzydłami o przepływie laminarnym Northrop X-21.
- 1966:
  - Odbyła się 38. ceremonia wręczenia Oscarów.
  - W Atenach zakończono budowę kolei linowo-terenowej na Likawitos.
- 1967 – Założono indonezyjski klub piłkarski Persela Lamongan.
- 1968:
  - Amerykański przedsiębiorca Robert McCulloch kupił za 2 460 000 dolarów przeznaczony do rozbiórki kamienny Most Londyński z 1831 roku, którego fragmenty zostały ponumerowane i za pomocą statku przewiezione z Londynu przez Kanał Panamski do Los Angeles, skąd w ciężarówkach zostały wysłane do Lake Havasu City w Arizonie, gdzie most został złożony z powrotem i otwarty 10 października 1971 roku.
  - Mauritius został przyjęty do ONZ.
  - Wojskowy przywódca Sierra Leone Andrew Terence Juxon-Smith został obalony w wyniku zamachu stanu przeprowadzonego przez Johna Amadu Bangurę.
- 1969 – Northglenn w stanie Kolorado uzyskało prawa miejskie.
- 1972:
  - Podczas startu z Addis Abeby rozbił się mający lecieć do Londynu (z międzylądowaniem w Rzymie), należący do East African Airways Vickers VC10, w wyniku czego spośród 107 osób na pokładzie zginęły 43, a 15 zostało rannych.
  - W Japonii założono Roland Corporation.
- 1973 – Ukazało się pierwsze wydanie francuskiego lewicowego dziennika „Libération”.
- 1974 – Włoskie Czerwone Brygady porwały prokuratora Mario Sossiego.
- 1980 – Zimbabwe (dotychczasowa Rodezja) uzyskało niepodległość od Wielkiej Brytanii. Pierwszym prezydentem został Canaan Banana, a premierem Robert Mugabe.
- 1982 – Stolica Zimbabwe, została oficjalnie przemianowana z Salisbury na Harare.
- 1983 – W zamachu bombowym na ambasadę amerykańską w stolicy Libanu Bejrucie zginęły 83 osoby, a 130 zostało rannych.
- 1984 – W Wilnie odsłonięto pomnik Adama Mickiewicza.
- 1988 – US Navy rozpoczęła w Zatoce Perskiej operację „Praying Mantis” przeciwko marynarce irańskiej.
- 1993 – Papież Jan Paweł II beatyfikował siostrę Faustynę Kowalską.
- 1994 – Jan Paweł II utworzył węgierski ordynariat wojskowy.
- 1996 – Ponad stu libańskich cywilów zginęło w wyniku izraelskiego ostrzału miasta Qana na południu Libanu.
- 1999 – Przyjęto w referendum nową konstytucję Szwajcarii.
- 2001 – Zamordowanie przez policję 18-letniego ucznia Massinissa Guermaha w Kabylii dało początek tzw. „czarnej wiośnie” w Algierii.
- 2002:
  - Ogłoszono odkrycie nowego rzędu mięsożernych owadów afrykańskich Mantophasmatodea.
  - W Mediolanie awionetka pilotowana przez Szwajcara pochodzenia włoskiego Gino Fasulo uderzyła w 26. piętro wieżowca Pirelli, w wyniku czego zginęły 3 osoby.
- 2005 – W Watykanie rozpoczęło się konklawe, które następnego dnia wybrało na papieża niemieckiego kardynała Josepha Ratzingera.
- 2007:
  - 198 osób zginęło, a 251 zostało rannych w serii wybuchów 5 samochodów-pułapek w Bagdadzie.
  - Dokonano zamachu na burmistrza japońskiego Nagasaki Itchō Itō, który zmarł tego samego dnia w szpitalu.
  - W walijskim Cardiff Komitet Wykonawczy UEFA zadecydował, że Mistrzostwa Europy w Piłce Nożnej 2012 zorganizują wspólnie Polska i Ukraina.
- 2009 – Parlament Somalii uchwalił wprowadzenie w kraju prawa muzułmańskiego szariatu.
- 2010 – Derviş Eroğlu zwyciężył w wyborach prezydenckich na Cyprze Północnym.
- 2011:
  - Luc-Adolphe Tiao został premierem Burkiny Faso
  - Uchwalono nową konstytucję Węgier.
- 2012 – Augustin Matata Ponyo został premierem Demokratycznej Republiki Konga.
- 2015 – Kilkaset osób zginęło w katastrofie kutra z afrykańskimi nielegalnymi emigrantami w Cieśninie Sycylijskiej.
- 2018 – Rozpoczęły się masowe protesty antyrządowe w Nikaragui.

## Eksploracja kosmosu
- 2008 – Został wyniesiony na orbitę pierwszy wietnamski satelita telekomunikacyjny Vinasat-1.
- 2014 – Amerykańska sonda LADEE rozbiła się planowo o powierzchnię Księżyca.
- 2018 – Został wyniesiony na orbitę okołoziemską amerykański teleskop kosmiczny Transiting Exoplanet Survey Satellite (TESS).

## Urodzili się
- 359 – Gracjan, cesarz rzymski (zm. 383)
- 1445 – (lub 1446) Hipolita Maria Sforza, księżniczka mediolańska (zm. 1484)
- 1480 – Lukrecja Borgia, księżna Ferrary (zm. 1519)
- 1503 – Henryk II, król Nawarry (zm. 1555)
- 1580 – Thomas Middleton, angielski dramaturg (zm. 1627)
- 1589 – Jan, książę Östergötland i Finlandii (zm. 1618)
- 1590 – Ahmed I, sułtan Imperium Osmańskiego (zm. 1617)
- 1605 – (data chrztu) Giacomo Carissimi, włoski duchowny katolicki, kompozytor, śpiewak, organista, kapelmistrz (zm. 1674)
- 1618 – Krzysztof Komorowski, polski szlachcic, polityk (zm. 1647)
- 1641 – Adam Borek, śląski szlachcic, ziemianin (zm. 1694)
- 1666 – Jean-Féry Rebel, francuski kompozytor, skrzypek (zm. 1747)
- 1674 – Charles Townshend, brytyjski arystokrata, polityk (zm. 1738)
- 1685 – Jacques-Pierre de Taffanel, francuski admirał, polityk kolonialny (zm. 1752)
- 1695 – Federico Marcello Lante, włoski kardynał (zm. 1773)
- 1710 – Friedrich Bogislav von Tauentzien, pruski generał (zm. 1791)
- 1725:
  - Jakub Friteyre-Durvé, francuski jezuita, męczennik, błogosławiony (zm. 1792)
  - Emmanuel de Rohan-Polduc, francuski arystokrata, dyplomata, wielki mistrz zakonu joannitów (zm. 1797)
- 1734 – Ramón Pignatelli, hiszpański arystokrata, duchowny katolicki, polityk, humanista (zm. 1793)
- 1759 – Thomas Thorild, szwedzki poeta, prozaik, krytyk literacki, filozof (zm. 1808)
- 1767 – Elisha Mathewson, amerykański polityk, senator (zm. 1853)
- 1771 – Karl Philipp Schwarzenberg, austriacki książę, feldmarszałek, dyplomata (zm. 1820)
- 1782 – Georg August Goldfuss, niemiecki zoolog, paleontolog (zm. 1848)
- 1784 – Šime Starčević, chorwacki duchowny katolicki, językoznawca, slawista (zm. 1859)
- 1787 – Michał Szubert, polski biolog, botanik (zm. 1860)
- 1797 – Louis-Adolphe Thiers, francuski polityk, prezydent Francji (zm. 1877)
- 1799 – Tymon Zaborowski, polski poeta, dramaturg, tłumacz, krytyk literacki (zm. 1828)
- 1802 – George Howard, brytyjski arystokrata, polityk (zm. 1864)
- 1809:
  - Maria Anna Blondin, kanadyjska zakonnica, błogosławiona (zm. 1890)
  - Wojciech Stępek, polski duchowny katolicki, polityk (zm. 1877)
- 1812 – Carl Ferdinand von Arlt, austriacki okulista, chirurg (zm. 1887)
- 1818 – Stanisław Arct, polski księgarz, wydawca (zm. 1900)
- 1819:
  - Carlos Manuel de Céspedes, kubański plantator, rewolucjonista (zm. 1874)
  - Franz von Suppé, austriacki dyrygent, kompozytor (zm. 1895)
- 1820 – Dionizy Skarżyński, polski szlachcic, działacz niepodległościowy, polityk, zesłaniec (zm. 1903)
- 1824 – Waldenar, książę Lippe, pruski generał kawalerii (zm. 1895)
- 1827 – Jakub Gieysztor, polski księgarz, publicysta, pamiętnikarz, uczestnik powstania styczniowego (zm. 1897)
- 1835 – François Perrier, francuski generał, geodeta (zm. 1888)
- 1836 – Paul-Émile Lecoq de Boisbaudran, francuski chemik (zm. 1912)
- 1837 – Henry Becque, francuski dramaturg, krytyk literacki (zm. 1899)
- 1838 – Władysław Dybowski, polski biolog (zm. 1910)
- 1840 – Franciszek Skąpski, polski kapitan, uczestnik powstania styczniowego (zm. 1863)
- 1850 – Stefania Chłędowska, polska pisarka (zm. 1884)
- 1853 – Władimir Kokowcow, rosyjski polityk (zm. 1943)
- 1854 – Stanisław Dzierzbicki, polski ekonomista, polityk (zm. 1919)
- 1856 – Józef Puzyna, polski matematyk, encyklopedysta (zm. 1919)
- 1857:
  - Clarence Darrow, amerykański prawnik, agnostyk (zm. 1938)
  - Terézia Vansová, słowacka publicystka, pisarka, redaktorka, działaczka społeczna i kulturalna (zm. 1942)
- 1859 – Zygmunt Gidlewski, polski oficer w służbie rosyjskiej (zm. 1919)
- 1860:
  - Ulana Krawczenko, ukraińska pisarka, nauczycielka, działaczka kobieca (zm. 1947)
  - Fernand Labori, francuski adwokat, polityk (zm. 1917)
- 1861:
  - Edward, książę Anhaltu (zm. 1918)
  - Rafael Yglesias Castro, kostarykański polityk, prezydent Kostaryki (zm. 1924)
- 1863 – Leopold Berchtold, austriacki polityk, dyplomata (zm. 1942)
- 1864 – Alfred Nossig, polski rzeźbiarz, dramaturg, librecista, polityk pochodzenia żydowskiego (zm. 1943)
- 1865:
  - Henry Hinkson, irlandzki pisarz, barrister (zm. 1919)
  - Leónidas Plaza, ekwadorski generał, polityk, prezydent Ekwadoru (zm. 1932)
  - Tadeusz Wiśniowski, polski geolog, wykładowca akademicki (zm. 1933)
- 1867 – Apolonia Lizarraga od Najświętszego Sakramentu, hiszpańska karmelitanka miłosierdzia, męczennica, błogosławiona (zm. 1936)
- 1871:
  - Wincenty Bogucki, polsko-rosyjski lekarz wojskowy, polityk (zm. 1929)
  - Stanisław Marian Kochanowski, polski filolog romański, malarz (zm. 1942 lub 43)
- 1872 – Friedrich Wilhelm Seiffer, niemiecki neurolog, psychiatra (zm. 1917)
- 1873:
  - Seweryn Czetwertyński, polski ziemianin, przedsiębiorca, polityk, wicemarszałek Sejmu RP (zm. 1945)
  - Robert Fulda, rosyjski prawnik, trener piłkarski, działacz sportowy pochodzenia niemieckiego (zm. 1944)
- 1874:
  - Ivana Brlić-Mažuranić, chorwacka dziennikarka, pisarka, eseistka (zm. 1938)
  - Eugen Spiro, niemiecko-amerykański malarz portrecista pochodzenia żydowskiego (zm. 1972)
- 1875 – Ugo Amaldi, włoski matematyk, wykładowca akademicki (zm. 1957)
- 1876:
  - Emil Bobrowski, polski pułkownik lekarz, działacz socjalistyczny, polityk, poseł na Sejm i senator RP (zm. 1938)
  - Zygmunt Cardini, polski związkowiec, polityk, poseł na Sejm RP (zm. 1942)
  - Maria Chybińska, polska malarka (zm. 1958)
  - Nicola Romeo, włoski pionier motoryzacji (zm. 1938)
  - Zygmunt Seyda, polski prawnik, polityk wicemarszałek Sejmu RP (zm. 1925)
  - Jurgis Šlapelis, litewski językoznawca, działacz społeczny, pedagog, radny wileński (zm. 1941)
  - William Thomson, szkocki rugbysta (zm. 1939)
- 1879 – Charles Kramer, amerykański polityk (zm. 1943)
- 1881:
  - Izydor De Loor, belgijski pasjonista, błogosławiony (zm. 1916)
  - Frederick Hamlin, brytyjski kolarz torowy (zm. 1951)
  - Max Weber, amerykański malarz pochodzenia żydowskiego (zm. 1961)
  - Eugeniusz Zahorski, polski szachista, działacz szachowy, radca prawny (zm. 1947)
- 1882:
  - Philip Kerr, brytyjski arystokrata, polityk, dyplomata (zm. 1940)
  - Antony Kok, holenderski prozaik, poeta, publicysta (zm. 1969)
  - Julius Edgar Lilienfeld, polski fizyk, wynalazca pochodzenia żydowskiego (zm. 1963)
  - Monteiro Lobato, brazylijski autor literatury dziecięcej (zm. 1948)
  - Leopold Stokowski, amerykański dyrygent pochodzenia polskiego (zm. 1977)
- 1883 – Adam Dobrodzicki, polski major, malarz (zag. 1944)
- 1884:
  - Jaan Anvelt, estoński działacz komunistyczny (zm. 1937)
  - Teresa Łubieńska, polska porucznik AK, działaczka emigracyjna (zm. 1957)
  - Ludwig Meidner, niemiecki malarz, grafik pochodzenia żydowskiego (zm. 1966)
  - Frank R. Paul, amerykański ilustrator pochodzenia austriackiego (zm. 1963)
- 1885 – Hermann Müller, niemiecki lekkoatleta, chodziarz (zm. 1947)
- 1887 – Maria Grzegorzewska, polska psycholog, pedagog, wykładowczyni akademicka (zm. 1967)
- 1888 – Jan Wierzbicki, łotewski prawnik, polityk pochodzenia polskiego (zm. 1946)
- 1890:
  - Alexander Granach, austriacki aktor pochodzenia żydowskiego (zm. 1945)
  - Robert Lindsay, brytyjski lekkoatleta, sprinter (zm. 1958)
  - Maria Romanowa, wielka księżna Rosji, księżna Szwecji (zm. 1958)
- 1892:
  - Bolesław Bierut, polski polityk, agent NKWD, działacz komunistyczny, prezydent KRN, I sekretarz KC PPR i KC PZPR, prezydent RP, premier PRL (zm. 1956)
  - Christo Michajłow, bułgarski działacz komunistyczny (zm. 1944)
- 1893 – Violette Morris, francuska sportsmenka, agentka Gestapo (zm. 1944)
- 1894:
  - Marian Chęciński, polski działacz komunistyczny, polityk, poseł na Sejm RP (zm. 1937?)
  - Hans Joachim Rolfes, niemiecki pilot wojskowy, as myśliwski (zm. 1935)
- 1896:
  - Mykyta Bura, ukraiński polityk, poseł na Sejm RP (zm. 1985)
  - Na Hye-sok, koreańska malarka, rzeźbiarka, poetka, feministka, działaczka niepodległościowa (zm. 1948)
- 1897:
  - Ralph Dawson, amerykański montażysta filmowy (zm. 1962)
  - Ardito Desio, włoski geolog, himalaista (zm. 2001)
  - Per-Erik Hedlund, szwedzki biegacz narciarski (zm. 1975)
  - Lóránd Utassy, węgierski generał (zm. 1974)
- 1898 – Franc Krener, jugosłowiański podpułkownik, przywódca słoweńskich czetników podczas II wojny światowej, dowódca Słoweńskiej Armii Narodowej (zm. 1973)
- 1899 – Samuel Nathaniel Friedel, amerykański polityk pochodzenia żydowskiego (zm. 1979)
- 1900:
  - Stanisław Jóźwiak, polski działacz komunistyczny (zm. 1977)
  - Władysław Kulesza, polski oficer, kawaler Orderu Virtuti Militari (zm. 1978)
  - Wend von Wietersheim, niemiecki generał porucznik (zm. 1975)
- 1901:
  - László Németh, węgierski pisarz, eseista, tłumacz (zm. 1975)
  - Jakub Prawin, polski generał brygady, prawnik, urzędnik państwowy pochodzenia żydowskiego (zm. 1957)
- 1902:
  - Wynn Bullock, amerykański fotograf (zm. 1975)
  - Paul Hähnel, niemiecko-amerykański akwarysta (zm. 1969)
  - Giuseppe Pella, włoski ekonomista, polityk, premier Włoch (zm. 1981)
  - Menachem Mendel Schneerson, rabin chasydzki, filozof, kabalista (zm. 1994)
- 1903:
  - Płaton Haławacz, białoruski pisarz (zm. 1937)
  - Tadeusz Kwieciński, polski muzyk, kompozytor, dyrygent (zm. 1960)
  - Jurij Milutin, rosyjski kompozytor (zm. 1968)
  - Lilly Scholz, austriacka łyżwiarka figurowa (zm. 1994)
- 1904:
  - August Lange, polski działacz komunistyczny (zm. 1943)
  - Zygmunt Antoni Piotrowski, polsko-amerykański psycholog (zm. 1985)
  - Giuseppe Terragni, włoski architekt (zm. 1943)
- 1905:
  - George H. Hitchings, amerykański biochemik, farmakolog, laureat Nagrody Nobla (zm. 1998)
  - Albert Simonin, francuski pisarz (zm. 1980)
  - Kazimierz Zembrzuski, polski inżynier mechanik, konstruktor lokomotyw (zm. 1981)
  - Małgorzata Glücksburg, księżniczka grecka i duńska (zm. 1981)
- 1906 – Elizabeth Haffenden, brytyjska kostiumografka (zm. 1976)
- 1907:
  - Lars Ahlfors, fiński matematyk (zm. 1996)
  - Miklós Rózsa, węgierski kompozytor, twórca muzyki filmowej pochodzenia żydowskiego (zm. 1995)
- 1908 – Honorat Zorraquino Herrero, hiszpański lasalianin, męczennik, błogosławiony (zm. 1936)
- 1909:
  - Joyce Cooper, brytyjska pływaczka (zm. 2002)
  - Kazimierz Łabudź, polski śpiewak (zm. 2001)
  - Dolf van der Scheer, holenderski łyżwiarz szybki (zm. 1966)
- 1910:
  - Rudolf Lange, niemiecki funkcjonariusz nazistowski, zbrodniarz wojenny (zm. 1945)
  - Max Schürer, szwajcarski astronom (zm. 1997)
- 1911:
  - Wilhelm Banse, niemiecki polityk (zm. 1965)
  - Maurice Goldhaber, amerykański fizyk pochodzenia żydowskiego (zm. 2011)
- 1912:
  - Wendy Barrie, brytyjska aktorka (zm. 1978)
  - Makar Honczarenko, ukraiński piłkarz (zm. 1997)
  - Bolesław Wiechuła, polski chirurg, harcerz, żołnierz AK (zm. 1943)
- 1913 – Leon Szpilman, polsko-kanadyjski pianista, kompozytor pochodzenia żydowskiego (zm. 2012)
- 1914:
  - Hajk Andreasjan, ormiański piłkarz, trener (zm. 1971)
  - Eugeniusz Matusiewicz, polski botanik (zm. 1992)
- 1915:
  - Edmond Leburton, belgijski polityk, premier Belgii (zm. 1997)
  - Mieczysław Trześniak, polski polityk, poseł na Sejm PRL (zm. 1994)
- 1916:
  - Witold Kula, polski historyk (zm. 1988)
  - José Joaquín Trejos Fernández, kostarykański ekonomista, polityk, prezydent Kostaryki (zm. 2010)
- 1917:
  - Mamie Phipps Clark, amerykańska psycholog (zm. 1983)
  - Galina Ganeker, radziecka lekkoatletka, skoczkini wzwyż (zm. 1988)
  - Fryderyka Hanowerska, królowa Grecji (zm. 1981)
  - Lech Wierusz, polski ortopeda (zm. 1987)
- 1918:
  - Robert Aborowicz, polski działacz ludowy, major, żołnierz Batalionów Chłopskich (zm. 1943)
  - Veikko Asikainen, fiński piłkarz (zm. 2002)
  - Gabriel Axel, duński aktor, reżyser, scenarzysta i producent filmowy (zm. 2014)
  - Lénore Aubert, amerykańska aktorka, modelka (zm. 1993)
  - Shinobu Hashimoto, japoński reżyser, scenarzysta i producent filmowy (zm. 2018)
  - Zbigniew Kozar, polski bakteriolog (zm. 1972)
  - Folke Wassén, szwedzki żeglarz sportowy (zm. 1969)
  - Róbert Zimonyi, węgierski-amerykański wioślarz, sternik (zm. 2004)
- 1919:
  - Stanisław Flanek, polski piłkarz (zm. 2009)
  - Stanisław Gucwa, polski ekonomista, działacz ruchu ludowego, członek Rady Państwa i marszałek Sejmu PRL (zm. 1994)
  - John Taras, amerykański tancerz, choreograf pochodzenia ukraińskiego (zm. 2004)
- 1920 – Erik Pausin, austriacki łyżwiarz figurowy (zm. 1997)
- 1921:
  - Izydor Koper, polski generał brygady (zm. 1978)
  - Thure Lindgren, szwedzki skoczek narciarski (zm. 2005)
  - Nikodem (Rusnak), ukraiński duchowny prawosławny, metropolita charkowski i bohoduchowski (zm. 2011)
  - Renata Zisman, polska pianistka, pedagog pochodzenia żydowskiego (zm. 1999)
- 1922:
  - Nikołaj Agiejew, radziecki generał major (zm. 1988)
  - Barbara Hale, amerykańska aktorka (zm. 2017)
  - Alina Margolis-Edelman, polska lekarka, działaczka społeczna pochodzenia żydowskiego (zm. 2008)
- 1923:
  - Barbara Garncarczyk, polska architekt, sanitariuszka, uczestniczka powstania warszawskiego
  - Stanislav Konopásek, czeski hokeista, trener (zm. 2008)
  - Ivan Ljavinec, ukraiński duchowny greckokatolicki, egzarcha apostolski w Republice Czeskiej (zm. 2012)
  - Joseph Mees, belgijski duchowny katolicki, arcybiskup, nuncjusz apostolski (zm. 2001)
  - Leif Panduro, duński pisarz (zm. 1977)
  - Ferenc Sidó, węgierski tenisista stołowy (zm. 1998)
  - Radoslav Večerka, czeski językoznawca, literaturoznawstwa, etymolog, publicysta (zm. 2017)
- 1924:
  - Karl-Erik Åström, szwedzki biegacz narciarski (zm. 1993)
  - Roy Mason, brytyjski polityk (zm. 2015)
  - Zbigniew Śliwiński, polski pianista, pedagog (zm. 2003)
- 1925:
  - Bob Hastings, amerykański aktor (zm. 2014)
  - Ksienija Konstantinowa, radziecka sanitariuszka (zm. 1943)
  - Edmund Listewnik, polski polityk, poseł na Sejm PRL (zm. 2001)
  - Mieczysław Rolnicki, polsko-izraelski pisarz (zm. 2016)
  - Marcus Schmuck, austriacki wspinacz (zm. 2005)
  - Jerzy Trojanowski, polski biochemik (zm. 2013)
- 1926 – Bolesław Bednarek, polski polityk, poseł na Sejm PRL (zm. 1990)
- 1927:
  - Samuel P. Huntington, amerykański politolog, historyk, wykładowca akademicki (zm. 2008)
  - Tadeusz Mazowiecki, polski dziennikarz, publicysta, polityk, poseł na Sejm PRL i RP, premier RP (zm. 2013)
  - Ramón Mendoza, hiszpański prawnik, przedsiębiorca, działacz piłkarski (zm. 2001)
  - Erling Olsen, duński ekonomista, wykładowca akademicki, polityk (zm. 2011)
  - Charles Pasqua, francuski polityk (zm. 2015)
  - Robert Norton Shamansky, amerykański prawnik, polityk pochodzenia żydowskiego (zm. 2011)
- 1928:
  - Karl Josef Becker, niemiecki jezuita, kardynał (zm. 2015)
  - Jan Domaniewski, polski patomorfolog (zm. 2009)
  - Raffaello Gambino, włoski piłkarz wodny (zm. 1989)
- 1929:
  - Werner Amberg, niemiecki polityk, eurodeputowany (zm. 2014)
  - Jean Defraigne, belgijski i waloński polityk, przewodniczący Izby Reprezentantów, eurodeputowany (zm. 2016)
  - Mario Francesco Pompedda, włoski kardynał, wysoki urzędnik Kurii Rzymskiej, prawnik (zm. 2006)
  - Sławomir Szwedowski, polski ekonomista, wykładowca akademicki (zm. 2000)
  - Marie Tomášová, czeska aktorka (zm. 2025)
- 1930:
  - Janusz Zygmunt Beer, polsko-amerykański biolog, fizyk, matematyk (zm. 2013)
  - Jean Guillou, francuski kompozytor, pianista, organista, pedagog (zm. 2019)
  - Stanisław Kwaśniewicz, polski architekt (zm. 2006)
  - Clive Revill, nowozelandzki aktor (zm. 2025)
- 1931:
  - Klas Lestander, szwedzki biathlonista (zm. 2023)
  - Dan Olweus, szwedzki psycholog, pedagog (zm. 2020)
  - Raúl Scarrone, urugwajski duchowny katolicki, biskup Floridy (zm. 2021)
  - Antoni Wiweger, polski matematyk (zm. 2019)
- 1932:
  - Wiesław Pajor, polski piłkarz, bramkarz (zm. 2008)
  - Lesław Skinder, polski dziennikarz sportowy (zm. 2020)
  - Francesco Zagatti, włoski piłkarz, trener (zm. 2009)
- 1933:
  - Soane Lilo Foliaki, tongijski duchowny katolicki, biskup Tonga (zm. 2013)
  - Rafael Eleuterio Rey, argentyński duchowny katolicki, biskup Zárate-Campana (zm. 2024)
  - Czesław Zięba, polski wynalazca, inżynier (zm. 2010)
- 1934:
  - Rafaele Crovi, włoski poeta, pisarz, eseista, dziennikarz (zm. 2007)
  - Louis Giani, amerykański zapaśnik (zm. 2021)
  - Jan Klusák, czeski kompozytor
  - Pedro P. Tenorio, mariański polityk, gubernator Marianów Północnych (zm. 2018)
- 1935:
  - Joel Hefley, amerykański polityk, kongresmen
  - Józefa Ledwig, polska siatkarka
  - Paul A. Rothchild, amerykański producent muzyczny (zm. 1995)
  - Robert Rowiński, polski konstruktor lotniczy (zm. 2020)
  - Stanisław Steczkowski, polski dyrygent, pedagog (zm. 2001)
- 1936:
  - Gerard Hajda, polski inżynier, menedżer, samorządowiec, prezydent Zabrza (zm. 2007)
  - Mosze Lewi, izraelski generał (zm. 2008)
  - Don Ohl, amerykański koszykarz (zm. 2024)
  - Jan Sokol, czeski zegarmistrz, informatyk, filozof, wykładowca akademicki, polityk (zm. 2021)
- 1937:
  - Joaquim Carvalho, portugalski piłkarz, bramkarz (zm. 2022)
  - Alojzy Gryt, polski rzeźbiarz, architekt
  - Jan Kaplický, czeski architekt (zm. 2009)
  - Natalia Lach-Lachowicz, polska artystka intermedialna, konceptualistka (zm. 2022)
  - E.P. Sanders, amerykański badacz Nowego Testamentu (zm. 2022)
  - Tatjana Szczełkanowa, rosyjska lekkoatletka, skoczkini w dal (zm. 2011)
  - Mieczysław Żelaznowski, polski kolarz szosowy, trener (zm. 2024)
- 1938:
  - Roberto Anzolin, włoski piłkarz (zm. 2017)
  - Anna Białowolska, polska geolog (zm. 2014)
  - Bogdan Jankowski, polski taternik, alpinista, instruktor alpinizmu, fotograf, elektronik (zm. 2019)
  - Tomasz Łubieński, polski pisarz (zm. 2024)
- 1939:
  - Walter Außerdorfer, włoski saneczkarz pochodzenia tyrolskiego (zm. 2019)
  - Romualdas Granauskas, litewski prozaik, dramaturg (zm. 2014)
  - Maciej Szumowski, polski dziennikarz, reżyser filmów dokumentalnych (zm. 2004)
- 1940:
  - Joseph L. Goldstein, amerykański genetyk pochodzenia żydowskiego, laureat Nagrody Nobla
  - Janusz Kochanowski, polski prawnik, dyplomata, rzecznik praw obywatelskich (zm. 2010)
  - Elżbieta Kurkowska, polska montażystka filmowa (zm. 2012)
  - Stanisław Lizer, polski prawnik, samorządowiec
  - Gordon Spice, brytyjski kierowca wyścigowy (zm. 2021)
  - Mike Vickers, brytyjski muzyk, kompozytor
  - Władimir Wasiljew, rosyjski tancerz baletowy, choreograf
- 1941:
  - Antoni Długosz, polski duchowny katolicki, biskup pomocniczy częstochowski
  - Michael D. Higgins, irlandzki polityk, prezydent Irlandii
- 1942:
  - Amin Chaudhri, brytyjski reżyser filmowy pochodzenia pakistańskiego
  - Robert Christgau, amerykański dziennikarz i krytyk muzyczny
  - Jochen Rindt, austriacki kierowca wyścigowy (zm. 1970)
  - Seymour Stein, amerykański przedsiębiorca, producent muzyczny (zm. 2023)
- 1943:
  - Tadao Ōnishi, japoński piłkarz (zm. 2006)
  - Marian Robełek, polski generał dywizji
- 1944:
  - Robert Hanssen, amerykański funkcjonariusz FBI, szpieg radzieckiego wywiadu wojskowego GRU (zm. 2023)
  - Albin Planinec, słoweński szachista (zm. 2008)
  - Jan Rulewski, polski związkowiec, działacz opozycji antykomunistycznej, polityk, poseł na Sejm i senator RP
  - Andrzej Skrzypek, polski historyk (zm. 2023)
- 1945:
  - Karen Wynn Fonstad, amerykańska kartografka (zm. 2005)
  - Guillermo Páez, chilijski piłkarz, trener
- 1946:
  - Jerzy Axer, polski filolog klasyczny
  - Irene Fernandez, malezyjska obrończyni praw człowieka (zm. 2014)
  - Axel Lesser, niemiecki biegacz narciarski
  - Oldřich Machač, czeski hokeista (zm. 2011)
  - Hayley Mills, brytyjska aktorka
  - Jerzy Płaczkiewicz, polski historyk tanga
  - Milan Puzrla, czeski kolarz szosowy i torowy (zm. 2021)
  - Nuchim Raszkowski, rosyjski szachista (zm. 2023)
  - Jan Rogowicz, polski siatkarz, trener (zm. 2001)
- 1947:
  - Michał Dudziewicz, polski reżyser i scenarzysta filmowy
  - Herbert Mullin, amerykański seryjny morderca (zm. 2022)
  - Jerzy Pasiński, polski inżynier mechanik, menadżer, działacz państwowy, prezydent Gdańska (zm. 2025)
  - Zbigniew Rokicki, polski przedsiębiorca, polityk, senator RP
  - Manuel Sánchez Monge, hiszpański duchowny katolicki, biskup Santander
  - Fritz Sdunek, niemiecki bokser, trener (zm. 2014)
  - Jerzy Stuhr, polski aktor, reżyser, filolog, pisarz, pedagog (zm. 2024)
  - James Woods, amerykański aktor, reżyser i scenarzysta filmowy
- 1948:
  - Halina Balon, polska artystka plastyk, florecistka
  - Olli-Matti Multamäki, fiński generał (zm. 2007)
  - Régis Wargnier, francuski reżyser i scenarzysta filmowy
- 1949:
  - Charles Fefferman, amerykański matematyk pochodzenia żydowskiego
  - Bengt Holmström, fiński ekonomista, laureat Nagrody Banku Szwecji im. Alfreda Nobla w dziedzinie ekonomii
  - Michael Levinas, francuski pianista, kompozytor
  - Egil Solberg, norweski piłkarz
- 1950:
  - Georgi Denew, bułgarski piłkarz
  - Władimir Kaminski, radziecki kolarz szosowy
  - Kenny Ortega, amerykański choreograf, producent i reżyser filmowy
  - Grigorij Sokołow, rosyjski pianista
  - Teresa Renata Syguła-Figarska, polska malarka
- 1951:
  - Alaksandr Jakabson, białoruski inżynier budownictwa, polityk
  - Jozef Kalman, słowacki związkowiec, polityk
  - Pierre Pettigrew, kanadyjski polityk
  - Péter Török, węgierski piłkarz (zm. 1987)
  - Gerdi Verbeet, holenderska nauczycielka, polityk
- 1952:
  - Kees Akerboom, holenderski koszykarz
  - António Couto, portugalski duchowny katolicki, biskup Lamego
  - Ryszard Faron, polski aktor, marynarz (zm. 2017)
- 1953:
  - Bernt Johansson, szwedzki kolarz szosowy
  - Rick Moranis, amerykański aktor pochodzenia kanadyjskiego
- 1954:
  - Dorota Jovanka Ćirlić, polska tłumaczka, dziennikarka pochodzenia serbskiego
  - Stanisław Górka, polski aktor
  - Władimir Kolew, bułgarski bokser
  - Andrzej Lewandowski, polski polityk, poseł na Sejm RP
  - Włodzimierz Mazur, polski piłkarz (zm. 1988)
  - Leszek Sułek, polski polityk, poseł na Sejm RP
- 1955:
  - Majk Naumienko, rosyjski wokalista, gitarzysta, kompozytor, poeta, prozaik (zm. 1991)
  - Rocky Schenck, amerykański reżyser teledysków, fotograf
- 1956:
  - Roberto Calderoli, włoski lekarz, polityk
  - Edward Tamba Charles, sierraleoński duchowny katolicki, arcybiskup Freetown
  - Rien Djamain, indonezyjska wokalistka jazzowa
  - Mirosław Dworniczak, polski dziennikarz naukowy, doktor nauk chemicznych
  - Jean-Rosaire Ibara, kongijski internista, wykładowca akademicki, polityk
  - John James, amerykański aktor
  - Arvydas Juozaitis, litewski filozof, pisarz, polityk, dyplomata
  - Marek Nawara, polski polityk, samorządowiec, marszałek województwa małopolskiego (zm. 2011)
  - Eric Roberts, amerykański aktor
  - Olemic Thommessen, norweski prawnik, polityk
- 1957:
  - Jean-Pierre Brulois, francuski sztangista, trójboista siłowy, strongman
  - Marc Duez, belgijski kierowca rajdowy i wyścigowy
  - Wiesław Dybczak, polski piłkarz (zm. 2023)
  - Genie, Amerykanka, dzikie dziecko
  - John Hartshorne, brytyjski kierowca wyścigowy
- 1958:
  - Shaibu Amodu, nigeryjski piłkarz, trener (zm. 2016)
  - Eamonn Bannon, szkocki piłkarz
  - Gabi Delgado-López, niemiecki kompozytor, autor tekstów piosenek, producent muzyczny pochodzenia hiszpańskiego (zm. 2020)
  - Pedro Febles, wenezuelski piłkarz, trener (zm. 2011)
  - Michaił Iwanow, rosyjski piłkarz wodny
  - Thoma Simaku, albański kompozytor
  - Santiago Urquiaga, hiszpański piłkarz narodowości baskijskiej
  - Filomeno Vieira Dias, angolski duchowny katolicki, arcybiskup Luandy
- 1959:
  - Susan Faludi, amerykańska dziennikarka, pisarka, feministka pochodzenia węgiersko-żydowskiego
  - S.T. Gordon, amerykański bokser
- 1960:
  - Zvjezdan Cvetković, chorwacki piłkarz (zm. 2017)
  - Hanna Kowalewska, polska pisarka
  - Neo Rauch, niemiecki malarz
  - Bożena Sikora-Giżyńska, polska szachistka
  - J. Christopher Stevens, amerykański prawnik, dyplomata (zm. 2012)
  - Ołena Żupijewa-Wjazowa, ukraińska lekkoatletka, biegaczka długodystansowa
- 1961:
  - Abd Allah Muhsin al-Akwa, jemeński polityk, p.o. premiera Jemenu
  - Élisabeth Borne, francuska inżynier, polityk
  - Jan Broeckx, belgijski tancerz baletowy, pedagog
  - Dirk Crois, belgijski wioślarz
  - Swietłana Diomina, rosyjska strzelczyni sportowa
  - Pavel Kříž, czeski aktor, psychoterapeuta
  - Jane Leeves, brytyjska aktorka
  - Jarosław Lis, polski perkusista, członek zespołów: Rokosz, Big Cyc i Czarno-Czarni
  - Steve Lombardi, amerykański wrestler pochodzenia włoskiego
  - Zdzisław Noga, polski historyk, mediewista, profesor nauk humanistycznych
  - Jose Pandarassery, indyjski duchowny syromalabarski, biskup pomocniczy archieparchii Kottayam
  - Marek Podlecki, polski dziennikarz, publicysta, bloger, operator, reżyser i montażysta filmowy (zm. 2020)
  - Jacek Poniński, polski aktor
  - Grażyna Świderska-Kołacz, polska biolog, wykładowczyni akademicka
- 1962:
  - Jan Björklund, szwedzki polityk
  - Jeff Dunham, amerykański komik, brzuchomówca
  - Zbigniew Jakubek, polski pianista, kompozytor, aranżer (zm. 2023)
  - Małgorzata Lisowska, polska lekkoatletka, wieloboistka
  - Kenji Midori, japoński karateka
  - William Pacheco, wenezuelski piłkarz
  - Dariusz Siastacz, polski aktor
  - William Watson, brytyjski szachista
- 1963:
  - Mike Mangini, amerykański perkusista, członek zespołów: Annihilator, Extreme, Dream Theater i UK pochodzenia włoskiego
  - Eric McCormack, kanadyjski aktor pochodzenia szkockiego
  - Małgorzata Niemiec, polska koszykarka
  - Conan O’Brien, amerykański komik, producent telewizyjny pochodzenia irlandzkiego
  - Odair Patriarca, brazylijski piłkarz, trener
  - Jan Ykema, holenderski łyżwiarz szybki
- 1964:
  - Paul Gonzales, amerykański bokser
  - Anne Holmlund, fińska polityk
  - Skadi Walter, niemiecka łyżwiarka szybka (zm. 2023)
  - Zazie, francuska piosenkarka
- 1965:
  - Jim Boylen, amerykański koszykarz, trener
  - Camille Coduri, brytyjska aktorka
  - Herkus Kunčius, litewski prozaik, dramaturg
  - Andreas Schaad, szwajcarski kombinator norweski
  - Christopher Sullivan, amerykański piłkarz
- 1966:
  - Trine Hattestad, norweska lekkoatletka, oszczepniczka
  - Walerij Kamienski, rosyjski hokeista
  - Norbert Mnich, polski tenisista stołowy (zm. 2016)
  - Adrian Stankowski, polski dziennikarz, publicysta
  - Grzegorz Wieczerzak, polski przedsiębiorca
- 1967:
  - Maria Bello, amerykańska aktorka pochodzenia włosko-polskiego
  - Wojciech Downar-Zapolski, polski trener koszykarski
  - Andrzej Mańka, polski nauczyciel, polityk, poseł na Sejm RP
  - Sven Riemann, niemiecki aktor
- 1968:
  - Melchor Cob Castro, meksykański bokser
  - Sorin Cîmpeanu, rumuński inżynier, wykładowca akademicki, polityk
  - David Hewlett, kanadyjski aktor, reżyser i scenarzysta filmowy
  - Maciej Lang, polski dyplomata, urzędnik państwowy, publicysta
  - Jorge Rodríguez, meksykański piłkarz (zm. 2024)
  - Olga Romaśko, rosyjska biathlonistka
- 1969:
  - Uładzimir Cypłakou, białoruski hokeista (zm. 2019)
  - Monika Grzegowska, polska tenisistka
  - Sayako Kuroda, japońska księżniczka, ornitolog
  - Emma Rabbe, wenezuelska aktorka
  - Stefan Schwarz, szwedzki piłkarz pochodzenia niemieckiego
  - Hilary (Szyszkowski), ukraiński biskup prawosławny (zm. 2018)
  - Robert Telus, polski inżynier, samorządowiec, polityk, poseł na Sejm RP, minister rolnictwa i rozwoju wsi
  - Robert Změlík, czeski lekkoatleta, wieloboista
  - Rumjana Żelewa, bułgarska socjolog, polityk
- 1970:
  - Heike Friedrich, niemiecka pływaczka
  - Sad al-Hariri, libański polityk, premier Libanu
  - Kim Kyung-wook, południowokoreańska łuczniczka
  - Paco Jémez, hiszpański piłkarz
  - Natalja Trietjakowa, rosyjska aktorka
  - Yaro, polski muzyk, producent muzyczny
- 1971:
  - Eduard Bałtruszewicz, białoruski piłkarz
  - Serhij Diriawka, ukraiński piłkarz, trener
  - Dresta, amerykański raper
  - Jens Holm, szwedzki polityk, eurodeputowany
  - Tomohiro Katanosaka, japoński piłkarz, trener
  - Marek Ociesielski, polski karateka
  - Oleg Pietrow, rosyjski hokeista
  - Fredro Starr, amerykański raper
  - David Tennant, brytyjski aktor
  - Andrzej Zujewicz, polski malarz, grafik, rysownik, fotograf, animator kultury
- 1972:
  - Lamine Bangura, sierraleoński piłkarz (zm. 2024)
  - Lars Christiansen, duński piłkarz ręczny
  - Edyta Korotkin-Adamowska, polska łuczniczka
  - Leszek Rakowski, polski gitarzysta basowy
  - Eli Roth, amerykański aktor, reżyser, scenarzysta i producent filmowy
- 1973:
  - Arnaud Beltrame, francuski oficer żandarmerii (zm. 2018)
  - Danrlei, brazylijski piłkarz
  - Haile Gebrselassie, etiopski lekkoatleta, długodystansowiec
  - Natalja Goriełowa, rosyjska lekkoatletka, biegaczka średniodystansowa
  - Roomet Jakapi, estoński historyk filozofii, wykładowca akademicki, wokalista, członek zespołu Kreatiivmootor
  - Urban Lindgren, szwedzki biegacz narciarski
  - Paweł Marchewka, polski przedsiębiorca, projektant gier komputerowych
  - Tomoaki Matsukawa, japoński piłkarz
  - Christer Mjåset, norweski neurochirurg, pisarz
  - Kenneth Møller Pedersen, duński piłkarz
  - Maciej Werk, polski wokalista, kompozytor, autor tekstów, producent muzyczny, członek zespołu Hedone
- 1974:
  - Olivier Besancenot, francuski polityk
  - Lorenzo Casè, włoski kierowca wyścigowy
  - Arturo Di Napoli,włoski piłkarz, trener
  - Anna Gałecka, polska windsurferka
  - Tomasz Hodana, polski historyk literatury i kultury staroruskiej oraz ukraińskiej
  - Yūko Itō, japońska modelka, aktorka
  - Anna Kociarz, polska aktorka
  - Tomáš Máder, czeski kajakarz górski
  - Madeleine Peyroux, amerykańska wokalistka jazzowa, gitarzystka, autorka piosenek
  - Aurélio de Sousa Soares, angolski piłkarz
  - Mark Tremonti, amerykański gitarzysta, członek zespołów Alter Bridge i Creed pochodzenia włoskiego
  - Edgar Wright, brytyjski aktor, reżyser i scenarzysta filmowy
- 1975:
  - Glenda Aguilar, honduraska lekkoatletka, tyczkarka
  - Marek Dyjak, polski kompozytor, wokalista
  - Francien Huurman, holenderska siatkarka
  - Małgorzata Majewska, polska aktorka
  - Jacek Olejniczak, polski koszykarz
  - Christian Sancho, argentyński aktor, model
  - Anna Santer, włoska biegaczka narciarska
- 1976:
  - Krisztián Budovinszky, węgierski piłkarz
  - Gavin Creel, amerykański aktor, piosenkarz (zm. 2024)
  - Melissa Joan Hart, amerykańska aktorka, producentka i reżyserka filmowa
  - Andrew Ilie, australijski tenisista pochodzenia rumuńskiego
  - Sean Maguire, brytyjski aktor, piosenkarz
  - Jacek Markiewicz, polski piłkarz
  - Staffan Strand, szwedzki lekkoatleta, skoczek wzwyż
- 1977:
  - Georgi Baczew, bułgarski piłkarz
  - Katarzyna Czyż, polska lekkoatletka, biegaczka długodystansowa
  - Hassan El Fakiri, norweski piłkarz pochodzenia marokańskiego
  - Nils Olav Fjeldheim, norweski kajakarz
  - Jonathan Rowson, szkocki szachista
  - Adrian Claudiu Sână, rumuński wokalista, członek zespołu Akcent
  - Przemysław Wilant, polski pływak, trener, działacz sportowy
- 1978:
  - Dias Caires, angolski piłkarz
  - Tadas Gražiūnas, litewski piłkarz
  - Baran bo Odar, szwajcarski reżyser filmowy
  - Maxim Podoprigora, austriacki pływak pochodzenia ukraińskiego
  - Ryōta Tsuzuki, japoński piłkarz, bramkarz
  - Wang Rui, chiński szachista
- 1979:
  - Sakio Bika, kameruński bokser
  - Anthony Davidson, brytyjski kierowca wyścigowy
  - Kourtney Kardashian, amerykańska celebrytka, modelka
  - Jari Ketomaa, fiński kierowca rajdowy
  - Piotr Sczastliwy, rosyjski hokeista
  - Pawina Thongsuk, tajska sztangistka
- 1980:
  - Rabiu Afolabi, nigeryjski piłkarz
  - Christian Feist, niemiecki aktor
  - Brianna Glenn, amerykańska lekkoatletka, skoczkini w dal
  - Tomasz Gut, polski aktor
  - Víctor Herrera, panamski piłkarz
  - Julija Kucko, kazachska siatkarka
  - Mattias Lindström, szwedzki piłkarz
  - Laura Mennell, kanadyjska aktorka
  - Martina Müller, niemiecka piłkarka
  - Pezet, polski raper
  - Murat Tyleszew, kazachski piłkarz
- 1981:
  - Ero, polski raper
  - Sol Gabetta, argentyńska wiolonczelistka
  - Maksim Iglinski, kazachski kolarz szosowy
  - Milan Jovanović, serbski piłkarz
  - Alaksiej Pankawiec, białoruski piłkarz
  - Aldo Ramírez, kolumbijski piłkarz
- 1982:
  - Scott Hartnell, kanadyjski hokeista
  - Daisuke Hosokawa, japoński pływak
  - Marta Kumik, polska aktorka
  - Michał Selerowski, polski rzeźbiarz, witrażysta
  - Darren Sutherland, irlandzki bokser (zm. 2009)
  - Petyr Witanow, bułgarski polityk, eurodeputowany
- 1983:
  - Miguel Cabrera, wenezuelski baseballista
  - Szabolcs Huszti, węgierski piłkarz
  - Katherine Maher, amerykańska działaczka, menedżerka
  - Ida-Theres Nerell, szwedzka zapaśniczka
  - Hernán Rengifo, peruwiański piłkarz
- 1984:
  - America Ferrera, amerykańska aktorka, modelka pochodzenia honduraskiego
  - Michaela Monzoni, czeska siatkarka
  - Ondřej Němec, czeski hokeista
  - Sun Yufei, chińska lekkoatletka, tyczkarka
  - Aman Wote, etiopski lekkoatleta, długodystansowiec
- 1985:
  - Łukasz Fabiański, polski piłkarz, bramkarz
  - Pürewdordżijn Serdamba, mongolski bokser
  - Jelena Tiemnikowa, rosyjska wokalistka, członkini zespołu Sieriebro
- 1986:
  - Zsolt Bánkuti, węgierski zapaśnik
  - Billy Butler, amerykański baseballista
  - Maurice Edu, amerykański piłkarz
  - Jakov Gojun, chorwacki piłkarz ręczny
  - Adem Kılıççı, turecki bokser
  - Unda Priedīte, łotewska siatkarka
  - Osael Romero, salwadorski piłkarz
  - Mateusz Rutkowski, polski skoczek narciarski (zm. 2024)
  - Efraín Velarde, meksykański piłkarz
- 1987:
  - Matthew Anderson, amerykański siatkarz
  - Rosie Huntington-Whiteley, brytyjska aktorka, modelka
  - Sandra Lyng, norweska piosenkarka
  - Emanuela Salopek, chorwacka koszykarka
  - Kévin Sireau, francuski kolarz torowy
  - Iwan Triczkowski, macedoński piłkarz
- 1988:
  - Giusy Astarita, włoska siatkarka
  - Wolfgang Kindl, austriacki saneczkarz
  - Vanessa Kirby, brytyjska aktorka
  - Óscar Murillo, kolumbijski piłkarz
  - Filip Šitera, czeski żużlowiec
  - Yu Dabao, chiński piłkarz
- 1989:
  - Bojan Bogdanović, chorwacki koszykarz
  - Alaksandr Hutar, białoruski piłkarz, bramkarz
  - Pascale Lebecque, francuska łuczniczka
  - Heather Meyers, amerykańska siatkarka
  - Julija Podskalna, rosyjska siatkarka
- 1990:
  - Henderson Álvarez, wenezuelski baseballista
  - Anna van der Breggen, holenderska kolarka szosowa
  - Luca Dotto, włoski pływak
  - Jenny Elbe, niemiecka lekkoatletka, trójskoczkini
  - Britt Robertson, brytyjska aktorka
  - Wojciech Szczęsny, polski piłkarz, bramkarz
- 1991:
  - Wladimer Chinczegaszwili, gruziński zapaśnik
  - Czingiz Łabazanow, rosyjski zapaśnik
  - Tero Mäntylä, fiński piłkarz
- 1992:
  - Araz Abdullayev, azerski piłkarz
  - Misa Eguchi, japońska tenisistka
  - Irisdaymi Herrera, kubańska lekkoatletka, skoczkini w dal
  - Ołeksandr Miszuła, ukraiński koszykarz
  - Georgi Terziew, bułgarski piłkarz
- 1993:
  - Stefan Baumeister, niemiecki snowboardzista
  - Stephen Hurt, amerykański koszykarz
  - Joyce Lomalisa, kongijski piłkarz
  - Nathan Sykes, brytyjski wokalista, członek zespołu The Wanted
  - Mika Zibanejad, szwedzki hokeista pochodzenia irańsko-fińskiego
- 1994:
  - Moisés Arias, amerykański aktor pochodzenia irańsko-kolumbijskiego
  - Marvin Chávez, boliwijski zapaśnik
  - Michael Gregoritsch, austriacki piłkarz
  - Dilara Lokmanhekim, turecka judoczka
  - Lucas Romero, argentyński piłkarz
- 1995:
  - Brittany Brown, amerykańska lekkoatletka, sprinterka
  - Virginia Gardner, amerykańska aktorka, modelka
  - Lee Seung-yun, południowokoreański łucznik
  - Divock Origi, belgijski piłkarz pochodzenia kongijskiego
  - Jurij Tkaczuk, ukraiński piłkarz
- 1996:
  - Natalia Gwarda, polska koszykarka
  - Daniił Dubow, rosyjski szachista
  - Ioana Ducu, rumuńska tenisistka
  - Denzel Dumfries, holenderski piłkarz
  - Wadzim Malinouski, białoruski hokeista pochodzenia polskiego
  - Alaksiej Żyhałkowicz, białoruski piosenkarz
- 1997:
  - Donny van de Beek, holenderski piłkarz
  - Paul Bernardoni, francuski piłkarz, bramkarz
  - Robert Glință, rumuński pływak
  - Caleb Swanigan, amerykański koszykarz (zm. 2022)
  - Sébastien Vigier, francuski kolarz torowy
- 1998 – Nadine Weratschnig, austriacka kajakarka górska
- 1999:
  - Michael Andrew, amerykański pływak
  - Natalia Barbusińska, polska pięściarka
  - Ben Brereton Díaz, chilijski piłkarz pochodzenia angielskiego
  - Helena Wiśniewska, polska kajakarka
- 2000:
  - Gleb Brusienski, kazachski kolarz szosowy
  - Ansgar Evensen, norweski biegacz narciarski
  - Pedro Justiniano, gwineo-bissański piłkarz
- 2001:
  - Santiago Giménez, meksykański piłkarz pochodzenia argentyńskiego
  - Lucas Lazogianis, niemiecki zapaśnik
  - PinkPantheress, brytyjska piosenkarka, autorka tekstów, producentka muzyczna pochodzenia kenijskiego
- 2002:
  - Ali Akman, turecki piłkarz
  - Osmany Diversent, kubański zapaśnik
  - Geraldine González, dominikańska siatkarka
  - Julian Strawther, amerykański koszykarz
- 2004 – Nick Smith, amerykański koszykarz
- 2005:
  - Iago Teodoro, brazylijski piłkarz
  - Jerica Jesenko, słoweńska skoczkini narciarska
- 2007 – Lerotholi Seeiso, książę Lesotho

## Zmarli
- 796 – Etelred I, król Nortumbrii (ur. ?)
- 1118 – Wilhelm d’Évreux, hrabia Évreux (ur. ?)
- 1187 – Włodzimierz II Glebowicz, książę perejasławski (ur. 1157)
- 1335 – Luther von Braunschweig, wielki mistrz zakonu krzyżackiego (ur. 1275)
- 1433 – Kleope Malatesta, włoska arystokratka (ur. ?)
- 1450 – Mikołaj z Łęczycy, polski dominikanin, inkwizytor (ur. 1387)
- 1491 – Domenico di Michelino, włoski malarz (ur. 1417)
- 1504 – Filippino Lippi, włoski malarz (ur. 1457)
- 1547 – Paweł Płotowski, polski duchowny katolicki, kanonik i prepozyt kapituły warmińskiej (ur. przed 1480)
- 1556 – Luigi Alamanni, włoski poeta (ur. 1495)
- 1558 – Sebastian Lubomirski, polski polityk (ur. ?)
- 1566 – Johann Draconites, niemiecki teolog luterański, działacz reformacyjny, biblista, humanista (ur. 1494)
- 1587 – John Foxe, angielski pisarz (ur. 1516/1517)
- 1592 – Jerzy Jan Wittelsbach, hrabia palatyn i książę Palatynatu-Veldenz (ur. 1543)
- 1602 – Andrzej Hibernon z Alcantarilla, hiszpański franciszkanin, błogosławiony (ur. 1534)
- 1618 – Maria od Wcielenia, francuska karmelitanka, błogosławiona (ur. 1566)
- 1674 – John Graunt, angielski statystyk (ur. 1620)
- 1679 – Christian Hoffmann von Hoffmannswaldau, niemiecki poeta, polityk, dyplomata (ur. 1616)
- 1684 – Gonzales Coques, flamandzki malarz (ur. 1614 lub 1618)
- 1690 – Karol V Leopold, książę Lotaryngii (ur. 1643)
- 1712 – Ludwika Maria Teresa Stuart, księżniczka angielska i szkocka (ur. 1692)
- 1713 – Dorota Maria, księżniczka Saksonii-Gotha-Altenburg (ur. 1674)
- 1732 – Franz Ludwig von Pfalz-Neuburg, niemiecki arystokrata, duchowny katolicki, biskup wrocławski i wormacki, arcybiskup Trewiru i Moguncji (ur. 1664)
- 1745 – Francesco Venturini, niemiecki kompozytor, skrzypek pochodzenia walońskiego lub francuskiego (ur. ok. 1675)
- 1749 – Ludwik Bartłomiej Szołdrski, polski szlachcic, polityk (ur. 1675)
- 1758 – Laurentius Heister, niemiecki anatom, chirurg, botanik (ur. 1683)
- 1778 – Stanisław Wykowski, polski duchowny katolicki, biskup pomocniczy przemyski (ur. 1700)
- 1781 – Paweł Michał Mostowski, polski szlachcic, polityk, generał-lejtnant, uczestnik konfederacji barskiej (ur. ok. 1721)
- 1794:
  - Luc Siméon Dagobert, francuski generał (ur. 1736)
  - Charles Pratt, brytyjski arystokrata, prawnik, sędzia, polityk (ur. 1714)
- 1798 – Jerónimo Antonio Gil, hiszpański rzeźbiarz (ur. 1731)
- 1802 – Erasmus Darwin, brytyjski przyrodnik, lekarz, wynalazca, poeta (ur. 1731)
- 1803 – Iwan Łazariew, rosyjski generał major (ur. 1763)
- 1805 – Apollo Musin-Puszkin, rosyjski uczony (ur. 1760)
- 1819 – Franciszek Skarbek-Malczewski, polski duchowny katolicki, arcybiskup warszawski, prymas Królestwa Polskiego (ur. 1754)
- 1823 – George Cabot, amerykański polityk (ur. 1752)
- 1825 – Władimir Borowikowski, rosyjski malarz portrecista (ur. 1757)
- 1831 – Juliusz Małachowski, polski hrabia, pułkownik, poeta, uczestnik powstania listopadowego (ur. 1801)
- 1832:
  - Jan Wincenty Kopff, polski malarz (ur. 1763)
  - Wilhelm Minter, pruski wojskowy, inżynier, architekt (ur. 1777)
- 1839 – Franciszek Ksawery Dąbrowski, polski i rosyjski generał (ur. 1761)
- 1845:
  - Luigi Del Drago, włoski kardynał (ur. 1776)
  - Nicolas-Théodore de Saussure, szwajcarski chemik, botanik (ur. 1767)
- 1847 – Edward Douglass White, amerykański prawnik, polityk (ur. 1795)
- 1849 – Carlo Rossi, włoski architekt (ur. 1775)
- 1850 – Anna Ciundziewicka, polska autorka książek kucharskich (ur. 1803)
- 1853 – William R. King, amerykański polityk, wiceprezydent USA (ur. 1786)
- 1854 – Józef Elsner, polski kompozytor, teoretyk muzyki, pedagog (ur. 1769)
- 1855 – Jean-Baptiste Isabey, francuski malarz, rysownik (ur. 1767)
- 1859 – Adam Bielecki, polski duchowny katolicki, działacz niepodległościowy, polityk (ur. 1811)
- 1860 – Anders Retzius, szwedzki anatom, antropolog (ur. 1796)
- 1865 – Jean-Marie Léon Dufour, francuski lekarz, zoolog (ur. 1780)
- 1866:
  - Jean-Pierre Gury, francuski jezuita, teolog (ur. 1801)
  - Łukasz Passi, włoski duchowny katolicki, błogosławiony (ur. 1789)
- 1871 – Omer Pasza, turecki dowódca wojskowy pochodzenia serbskiego (ur. 1806)
- 1873 – Justus von Liebig, niemiecki chemik (ur. 1803)
- 1875 – Kacper Kotkowski, polski duchowny katolicki, przełożony Instytutu Księży Demerytów na Łysej Górze (ur. 1814)
- 1880 – Costache Aristia, rumuński aktor, pisarz, tłumacz pochodzenia greckiego (ur. 1800)
- 1883 – Édouard Roche, francuski matematyk, astronom (ur. 1820)
- 1884 – Rudolf Seeliger, niemiecki polityk, publicysta, działacz religijny (ur. 1810)
- 1885:
  - Szymon Fabian, polski farmaceuta, filantrop (ur. 1803)
  - Joan Font i Vidal, hiszpański malarz (ur. 1811)
- 1887 – Max Gemminger, niemiecki entomolog (ur. 1820)
- 1888 – Roscoe Conkling, amerykański polityk (ur. 1829)
- 1889 – Józef Faà di Bruno, włoski duchowny katolicki, generał zakonu pallotynów (ur. 1815)
- 1890:
  - Paweł Bryliński, polski rzeźbiarz ludowy (ur. 1814)
  - Caetano da Costa Alegre, portugalski poeta (ur. 1864)
- 1898 – Gustave Moreau, francuski malarz, grafik (ur. 1826)
- 1904:
  - Bohos Bedros XI Emmanuelian, ormiański duchowny katolicki, biskup Cezarei Kapadockiej, patriarcha Kościoła katolickiego obrządku ormiańskiego (ur. 1829)
  - Sumner Paine, amerykański strzelec sportowy (ur. 1868)
- 1905:
  - Carl Scharowsky, niemiecki inżynier, budowniczy mostów (ur. 1846)
  - Enoch Sontonga, południowoafrykański pedagog, kompozytor (ur. 1873)
  - Juan Valera, hiszpański pisarz, krytyk literacki, esteta (ur. 1824)
- 1906 – Luis Martín, hiszpański jezuita, generał zakonu (ur. 1846)
- 1907 – Witold Urbański, polski malarz, pedagog (ur. 1851)
- 1909 – Leon Mańkowski, polski indolog, wykładowca akademicki (ur. 1853)
- 1912 – Walter Clopton Wingfield, brytyjski major, współtwórca współczesnego tenisa (ur. 1833)
- 1917:
  - Moritz von Bissing, niemiecki generał pułkownik (ur. 1844)
  - Woldemar Kernig, niemiecko-rosyjski internista, neurolog (ur. 1848)
- 1919:
  - Józef Kawecki, polski podporucznik, lekkoatleta, długodystansowiec, biegacz i skoczek narciarski (ur. 1887)
  - Stefan Kossuth, polski inżynier, publicysta, działacz gospodarczy (ur. 1849)
  - Aleksandr Maslennikow, rosyjski rewolucjonista (ur. 1890)
- 1921 – Joseph Reinach, francuski dziennikarz, pisarz, polityk pochodzenia niemiecko-żydowskiego (ur. 1856)
- 1922 – Wincenty Styczyński, polski lekarz, działacz narodowy (ur. 1872)
- 1923 – Sabina Petrilli, włoska zakonnica, błogosławiona (ur. 1851)
- 1925 – Charles Ebbets, amerykański działacz sportowy (ur. 1859)
- 1926 – Jan Szczepanik, polski nauczyciel, wynalazca (ur. 1872)
- 1928:
  - Henryk Melcer-Szczawiński, polski kompozytor, pianista, dyrygent, pedagog (ur. 1869)
  - Epifanio de los Santos, filipiński historyk, językoznawca, wykładowca akademicki, prozaik, poeta, dziennikarz (ur. 1871)
- 1930 – Joaquim Arcoverde de Albuquerque Cavalcanti, brazylijski duchowny katolicki, arcybiskup Rio de Janeiro, kardynał (ur. 1850)
- 1933:
  - Józef Boguski, polski chemik, wykładowca akademicki (ur. 1853)
  - Włodzimierz Lindeman, rosyjsko-polski lekarz patolog, wykładowca akademicki pochodzenia niemieckiego (ur. 1868)
- 1934 – Paweł Bienias, polski ziemianin, ludwisarz, działacz polonijny (ur. 1874)
- 1936:
  - Horace Westlake Frink, amerykański psychiatra, psychoanalityk, wykładowca akademicki (ur. 1883)
  - Ottorino Respighi, włoski kompozytor, dyrygent, muzykolog (ur. 1879)
- 1937 – Max von Gallwitz, niemiecki generał artylerii (ur. 1852)
- 1938:
  - Stefan Boguszewski, polski polityk, senator RP (ur. 1877)
  - George Bryant, amerykański łucznik (ur. 1878)
- 1939:
  - Ishbel Hamilton-Gordon, arystokratka, działaczka społeczna, filantropka, działaczka społeczna (ur. 1857)
  - Matthew Nathan, brytyjski major, administrator kolonialny (ur. 1862)
- 1940:
  - Herbert Fisher, brytyjski historyk, polityk (ur. 1865)
  - Kid McCoy, amerykański bokser (ur. 1872)
- 1941:
  - Aleksandros Korizis, grecki polityk, premier Grecji (ur. 1885)
  - Ignacja Piątkowska, polska poetka, poetka, dramaturg, działaczka społeczna (ur. 1866)
  - Jan Szuścik, polski działacz ludowy i narodowy, pedagog, samorządowiec, polityk, burmistrz Łazów, poseł na Sejm Śląski (ur. 1879)
  - José Viale, argentyński piłkarz (ur. 1890)
- 1942:
  - Franciszek Bay, polski sierżant (ur. 1898)
  - Grażyna Chrostowska, polska poetka, działaczka konspiracji antyhitlerowskiej (ur. 1921)
  - Leonid Kubbel, rosyjski szachista, kompozytor szachowy pochodzenia niemieckiego (ur. 1892)
  - Gertrude Vanderbilt Whitney, amerykańska rzeźbiarka, mecenaska i kolekcjonerka sztuki (ur. 1875)
- 1943:
  - Timothee Adamowski, polsko-amerykański skrzypek, kompozytor, dyrygent (ur. 1858)
  - Roman Archutowski, polski duchowny katolicki, męczennik, błogosławiony (ur. 1882)
  - Paul Hermann Ehrlich, niemiecki architekt pochodzenia żydowskiego (ur. 1870)
  - Zbigniew Śmiałowski, polski aktor, reżyser i dyrektor teatralny (ur. 1885)
  - Isoroku Yamamoto, japoński admirał (ur. 1884)
- 1944:
  - Jan Wojciech Kiwerski, polski podpułkownik dyplomowany saperów, oficer AK (ur. 1910)
  - Antoni Palluth, polski podporucznik rezerwy łączności, radiotechnik, kryptolog, inżynier (ur. 1900)
- 1945:
  - John Ambrose Fleming, brytyjski elektrotechnik, radiotechnik (ur. 1849)
  - Wilhelm zu Wied, książę Albanii (ur. 1876)
- 1947 – Jozef Tiso, słowacki duchowny katolicki, polityk, prezydent Słowacji, zbrodniarz wojenny (ur. 1887)
- 1948:
  - Wincenty Pstrowski, polski górnik, przodownik pracy (ur. 1904)
  - Piotr Zajlich, polski tancerz, choreograf (ur. 1884)
- 1949:
  - Leonard Bloomfield, amerykański językoznawca, wykładowca akademicki pochodzenia żydowskiego (ur. 1887)
  - Otto Nerz, niemiecki trener piłkarski (ur. 1892)
- 1950 – Siergiej Chudiakow, radziecki marszałek lotnictwa (ur. 1902)
- 1951:
  - Daisy Bates, australijska dziennikarka, antropolog pochodzenia irlandzkiego (ur. 1859)
  - Óscar Carmona, portugalski polityk, premier i prezydent Portugalii (ur. 1869)
- 1952 – Hieronim Rogiński, polski chorąży, uczestnik podziemia antykomunistycznego (ur. 1911)
- 1953 – Henryk Kołodziejski, polski historyk, ekonomista, publicysta, polityk, poseł do KRN, na Sejm Ustawodawczy i Sejm PRL, członek Rady Państwa, prezes NIK (ur. 1884)
- 1954 – Texas Alexander, amerykański wokalista bluesowy (ur. 1900)
- 1955:
  - Albert Einstein, niemiecki fizyk teoretyczny, laureat Nagrody Nobla pochodzenia żydowskiego (ur. 1879)
  - Johan Jarlén, szwedzki gimnastyk, architekt (ur. 1880)
- 1956 – Tadeusz Michejda, polski lekarz, polityk, senator RP, poseł do KRN i na Sejm Ustawodawczy, minister zdrowia i minister bez teki (ur. 1879)
- 1957:
  - Huug de Groot, holenderski piłkarz (ur. 1890)
  - Archi Robertson, brytyjski lekkoatleta, długodystansowiec (ur. 1879)
- 1958:
  - Maurice Gamelin, francuski generał (ur. 1872)
  - Stanisław Lityński, polski pułkownik dyplomowany piechoty (ur. 1895)
  - Jan Nawrocki, polski rolnik, działacz ludowy, polityk, poseł na Sejm Ustawodawczy i na Sejm RP (ur. 1876)
- 1959:
  - Irving Cummings, amerykański aktor, producent, scenarzysta i reżyser filmowy (ur. 1888)
  - John Field-Richards, brytyjski motorowodniak (ur. 1878)
- 1962 – Oscar van Rappard, holenderski piłkarz, lekkoatleta, płotkarz (ur. 1896)
- 1963 – Ignacy Czuma, polski prawnik, polityk, szambelan papieski (ur. 1891)
- 1964:
  - Ben Hecht, amerykański prozaik, dramaturg, producent, reżyser i scenarzysta filmowy (ur. 1894)
  - Fumio Asakura, japoński rzeźbiarz (ur. 1883)
- 1965 – Renzo Minoli, włoski szpadzista (ur. 1904)
- 1968 – Guilherme Paraense, brazylijski strzelec sportowy (ur. 1884)
- 1969 – Piotr Jefimienko, rosyjski archeolog (ur. 1884)
- 1970:
  - Donald Finlay, brytyjski lekkoatleta, płotkarz (ur. 1909)
  - Michał Kalecki, polski ekonomista, wykładowca akademicki (ur. 1899)
- 1971:
  - Désiré Bastin, belgijski piłkarz (ur. 1909)
  - Józef Wojciechowski, polski piłkarz, bramkarz, trener (ur. 1909)
  - Kazimiera Żuławska, polska romanistka, tłumaczka, taterniczka, alpinistka, działaczka kobieca (ur. 1883)
- 1972 – Zygmunt Wójcik, polski ratownik górski, przewodnik i działacz turystyczny, taternik (ur. 1914)
- 1973:
  - Alfred Joy, amerykański astronom (ur. 1882)
  - Michał Kamieński, polski astronom (ur. 1879)
  - Władysław Ozga, polski nauczyciel, polityk, poseł na Sejm PRL (ur. 1906)
  - Marek Pipes, polsko-amerykański przedsiębiorca pochodzenia żydowskiego (ur. 1893)
- 1974:
  - Betty Compson, amerykańska aktorka (ur. 1897)
  - Marcel Pagnol, francuski prozaik, dramaturg, reżyser filmowy (ur. 1895)
- 1976 – Aniela Gruszecka, polska pisarka, krytyk literacki (ur. 1884)
- 1977:
  - Dmitrij Cziżewski, ukraiński filozof, filolog-slawista, publicysta, działacz emigracyjny (ur. 1894)
  - Irene Steer, brytyjska pływaczka (ur. 1889)
- 1979:
  - Marko Alaupović, bośniacki duchowny katolicki, arcybiskup metropolita wszechbośniacki (ur. 1885)
  - Gieorgij Pierow, radziecki polityk (ur. 1905)
  - Arico Suárez, argentyński piłkarz pochodzenia hiszpańskiego (ur. 1908)
- 1980:
  - Wasilij Grabin, radziecki konstruktor broni artyleryjskiej (ur. 1900)
  - Paul Hazoumé, beniński pisarz (ur. 1890)
  - Gieorgij Osipow, radziecki polityk (ur. 1906)
  - Angelina (Zwierydowska), polska mniszka prawosławna pochodzenia białoruskiego (ur. 1899)
- 1981:
  - James H. Schmitz, amerykański pisarz science fiction (ur. 1911)
  - Boļeslavs Sloskāns, łotewski duchowny katolicki, biskup, administrator diecezji mohylewskiej i mińskiej, wizytator apostolski dla katolików białoruskich w Europie Zachodniej (ur. 1893)
- 1982:
  - Roscoe Hillenkoetter, amerykański kontradmirał, pierwszy dyrektor Centrali Wywiadu (ur. 1897)
  - Nina Popelíková, czeska aktorka (ur. 1920)
- 1984:
  - Pierre Frank, francuski polityk, trockista pochodzenia żydowskiego (ur. 1905)
  - Leopold Lindtberg, szwajcarski reżyser filmowy (ur. 1902)
- 1985:
  - Gertruda Caton-Thompson, brytyjska archeolog (ur. 1888)
  - Friedrich Kiefer, niemiecki biolog, zoolog, wykładowca akademicki (ur. 1897)
- 1986:
  - Aleksiej Bałtowski, białoruski lekkoatleta, młociarz (ur. 1937)
  - Heinrich Lehmann-Willenbrock, niemiecki dowódca okrętów podwodnych (ur. 1911)
- 1988:
  - Józef Łobodowski, polski pisarz, tłumacz, antykomunista (ur. 1909)
  - Antonín Puč, czeski piłkarz (ur. 1907)
- 1989:
  - Adil Atan, turecki zapaśnik (ur. 1929)
  - Baruch Praszkier, polsko-izraelski działacz syjonistyczny (ur. 1906)
- 1990:
  - Agnieszka Bartol, polska pisarka, poetka (ur. 1978)
  - Bob Drake, amerykański kierowca wyścigowy (ur. 1919)
  - Gory Guerrero, meksykańsko-amerykański wrestler (ur. 1921)
  - Kopel Gurwin, izraelski artysta plastyk (ur. 1923)
  - Frédéric Rossif, francuski autor filmów dokumentalnych (ur. 1922)
- 1991:
  - Thomas Arthur Connolly, amerykański duchowny katolicki, arcybiskup Seattle (ur. 1899)
  - Austin Bradford Hill, brytyjski epidemiolog, statystyk, wykładowca akademicki (ur. 1897)
  - Tadeusz Pietrzykowski, polski bokser, trener (ur. 1917)
- 1993:
  - Walter Lohmann, niemiecki kolarz torowy (ur. 1911)
  - Werner Pochath, austriacki aktor (ur. 1939)
- 1994:
  - Belo Kapolka, słowacki pisarz, taternik, nosicz, kierownik schronisk górskich (ur. 1935)
  - Jerzy Ozdowski, polski ekonomista, polityk, wicemarszałek Sejmu PRL, członek Rady Państwa, wicepremier (ur. 1925)
  - Stefan Suberlak, polski artysta plastyk (ur. 1928)[7]
- 1995 – Arturo Frondizi, argentyński prawnik, polityk, prezydent Argentyny (ur. 1908)
- 1996 – Piet Hein, duński matematyk, pisarz (ur. 1905)
- 1997:
  - Herbert Czaja, niemiecki polityk, działacz związku wypędzonych (ur. 1914)
  - Francis Johnson, amerykański koszykarz (ur. 1910)
  - Józef Stompor, polski pisarz, lekarz (ur. 1922)
- 1999:
  - Alicja Graczykowska-Koczorowska, polska lekarka, endokrynolog i diabetolog, wykładowczyni akademicka (ur. 1928)
  - Gian-Carlo Rota, amerykański matematyk, filozof, wykładowca akademicki pochodzenia włoskiego (ur. 1932)
- 2000 – Candace Newmaker, amerykańska ofiara przemocy wobec dzieci (ur. 1989)
- 2001:
  - Krzysztof Bukowski, polski dokumentalista, reżyser teatralny i telewizyjny (ur. 1950)
  - Iwan Gładki, radziecki związkowiec, polityk (ur. 1930)
- 2002:
  - Jerry Heidenreich, amerykański pływak (ur. 1950)
  - Thor Heyerdahl, norweski podróżnik, odkrywca (ur. 1914)
  - Wayne Hightower, amerykański koszykarz (ur. 1940)
- 2003:
  - Rudolf Brunnenmeier, niemiecki piłkarz (ur. 1941)
  - Edgar Frank Codd, brytyjski informatyk (ur. 1923)
  - Emil Łotianu, mołdawski reżyser filmowy (ur. 1936)
- 2004:
  - Kamisese Mara, fidżyjski polityk, premier i prezydent Fidżi (ur. 1920)
  - Kōken Nosaka, japoński polityk (ur. 1924)
- 2005:
  - Bassel Fleihan, libański ekonomista, polityk (ur. 1963)
  - Norbert Höfling, rumuński piłkarz, trener pochodzenia niemieckiego (ur. 1924)
- 2006:
  - Maria Dziewulska, polska kompozytorka, pedagog (ur. 1909)
  - Daniel Sydlik, amerykański działacz religijny, członek Ciała Kierowniczego Świadków Jehowy (ur. 1919)
  - Joseph Vissers, belgijski bokser (ur. 1928)
- 2007:
  - Michal Benedikovič, słowacki piłkarz (ur. 1923)
  - Itchō Itō, japoński polityk, burmistrz Nagasaki (ur. 1945)
  - Andrej Kvašňák, słowacki piłkarz (ur. 1936)
- 2008:
  - Erminio Favalli, włoski piłkarz (ur. 1944)
  - Hans Luczak, niemiecki zapaśnik (ur. 1943)
  - Jarosław Rudniański, polski filozof, psycholog, prakseolog, wykładowca akademicki (ur. 1921)
- 2009:
  - Ingemar Johansson, szwedzki lekkoatleta, chodziarz (ur. 1924)
  - Irena Pasternak, polska nauczycielka, polityk, poseł na Sejm PRL (ur. 1933)
  - Kirił Wyżarow, bułgarski hokeista (ur. 1988)
- 2010:
  - Mieczysław Cieślar, polski duchowny ewangelicki, biskup warszawski (ur. 1950)
  - Michał Krauss, polski chirurg plastyczny (ur. 1927)
- 2011:
  - Olubayo Adefemi, nigeryjski piłkarz (ur. 1985)
  - Andrzej Piszczatowski, polski aktor, reżyser teatralny (ur. 1945)
  - Giovanni Saldarini, włoski duchowny katolicki, arcybiskup Turynu, kardynał (ur. 1924)
  - William Donald Schaefer, amerykański polityk, gubernator stanu Maryland (ur. 1921)
- 2012:
  - Ireneusz Bogajewicz, polski skrzypek (ur. 1921)
  - Dick Clark, amerykański prezenter telewizyjny (ur. 1929)
  - Stanisław Stuligłowa, polski trener łucznictwa (ur. 1952)
  - Naum Szopow, bułgarski aktor (ur. 1930)
- 2013:
  - Tadeusz Galiński, polski dziennikarz, polityk, minister kultury i sztuki (ur. 1914)
  - Leopold Gernhardt, austriacki piłkarz, trener (ur. 1920)
  - Storm Thorgerson, brytyjski grafik pochodzenia norweskiego (ur. 1944)
  - Hans-Joachim Walde, niemiecki lekkoatleta, wieloboista (ur. 1942)
- 2014:
  - Al-Habib Bularas, tunezyjski polityk (ur. 1933)
  - Ramón Malla Call, hiszpański duchowny katolicki, biskup Lleidy, administrator apostolski sede vacante Seo de Urgel (ur. 1922)
- 2015:
  - Ewa Czuwaj-Sułkowska, polska koszykarka (ur. 1942)
  - Zbigniew Krzywicki, polski dziennikarz, samorządowiec, polityk, przewodniczący Sejmiku Województwa Podlaskiego (ur. 1948)
  - Ignacy Siemion, polski chemik, historyk chemii, wykładowca akademicki (ur. 1932)
- 2016:
  - Andrzej Duda, polski chemik, wykładowca akademicki (ur. 1950)
  - Fritz Herkenrath, niemiecki piłkarz, bramkarz (ur. 1928)
  - Rubén Héctor di Monte, argentyński duchowny katolicki, biskup Avellanedy, arcybiskup Mercedes-Luján (ur. 1932)
- 2017:
  - Augustin Bubník, czeski hokeista, polityk, więzień polityczny (ur. 1928)
  - Yvonne Monlaur, francuska aktorka (ur. 1939)
- 2018:
  - Bruno Sammartino, włoski wrestler (ur. 1935)
  - Willibald Sauerländer, niemiecki historyk sztuki (ur. 1924)
  - Henk Schouten, holenderski piłkarz (ur. 1932)
- 2019:
  - David Lama, austriacki alpinista (ur. 1990)
  - Siegmar Wätzlich, niemiecki piłkarz (ur. 1947)
- 2020:
  - Bob Lazier, amerykański kierowca wyścigowy (ur. 1938)
  - Włodzimierz Nast, polski duchowny luterański, teolog, działacz ekumeniczny (ur. 1942)
  - Paul H. O’Neill, amerykański ekonomista, polityk, sekretarz skarbu (ur. 1935)
- 2021:
  - Stefan Bratkowski, polski dziennikarz, pisarz, publicysta (ur. 1934)
  - Marek Konecki, polski fizykochemik, taternik, rysownik satyryczny, autor wierszy i aforyzmów (ur. 1949)
  - Krzysztof Liedel, polski prawnik, specjalista w zakresie terroryzmu międzynarodowego i jego zwalczania (ur. 1969)
  - Anthony Powell, brytyjski kostiumograf filmowy i teatralny (ur. 1935)
  - Zdeněk Růžička, czeski gimnastyk (ur. 1925)
  - Lucas Sirkar, indyjski duchowny katolicki, biskup Krisznagaru, arcybiskup Kalkuty (ur. 1936)
  - Tremaine Stewart, jamajski piłkarz (ur. 1988)
- 2022:
  - Lidija Ałfiejewa, ukraińska lekkoatletka, skoczkini w dal (ur. 1946)
  - Nicholas Angelich, amerykański pianista (ur. 1970)
  - Harrison Birtwistle, brytyjski kompozytor muzyki poważnej (ur. 1934)
  - Valerio Evangelisti, włoski pisarz science fiction (ur. 1952)
  - Andrzej Korzyński, polski kompozytor, aranżer, organista, pianista (ur. 1940)
  - Janusz Morkowski, polski fizyk, wykładowca akademicki (ur. 1932)
  - Hermann Nitsch, austriacki artysta eksperymentalny, performer, malarz (ur. 1938)
  - Wiaczesław Trubnikow, rosyjski generał armii, polityk, dyplomata (ur. 1944)
- 2023:
  - Väino Aren, estoński tancerz baletowy, aktor (ur. 1933)
  - Anna Sieradzka, polska historyk sztuki, wykładowczyni akademicka (ur. 1949)
- 2024:
  - Stanisław Bartmiński, polski duchowny katolicki, dziennikarz, autor publikacji turystycznych (ur. 1936)
  - Parwiz Dawudi, irański ekonomista, polityk, wiceprezydent Iranu (ur. 1952)
  - Mirosław Księżopolski, polski politolog (ur. 1952)
- 2025:
  - Patricio Infante Alfonso, chilijski duchowny katolicki, biskup pomocniczy Santiago de Chile, arcybiskup Antofagasty (ur. 1929)
  - Julius Kvedaras, litewski piłkarz, trener, działacz sportowy, prezes LFF (ur. 1949)
  - Nikola Pokrivač, chorwacki piłkarz (ur. 1985)